# Club Social y Deportivo Colo-Colo
El Club Social y Deportivo Colo-Colo es una institución deportiva con sede en la ciudad de Santiago, Chile, cuya actividad principal es el fútbol profesional. Fue fundado el 19 de abril de 1925 por un grupo de jugadores del Club Social y Deportivo Magallanes, liderados por David Arellano, y es administrado, desde 2005, por la sociedad anónima Blanco y Negro bajo un sistema de concesión.
Los colores que lo identifican son el blanco y el negro, los cuales utiliza en su uniforme desde su fundación. En lo que respecta a su escudo, presenta desde sus orígenes los colores de la bandera de Chile, y en 1950 incorporó la figura de un varón mapuche como emblema principal. Desde la muerte de Arellano en España en 1927, en medio de una gira internacional del club, la camiseta presenta un crespón, cinta horizontal de color negro, que representa el luto eterno de la institución por la partida de su fundador.
Comenzó su actividad futbolística en el año de su constitución como parte de la Liga Metropolitana, en la que permaneció por dos temporadas. Tras la reunificación de las federaciones rectoras del fútbol chileno en 1926, se integró a la Liga Central de Football, renombrada como Asociación de Football de Santiago en 1930. Desde 1933, cuando en conjunto con ocho equipos fundaron la entonces Liga Profesional de Football, participa en la máxima categoría del fútbol chileno, y es el único club que ha disputado todas las ediciones de la Primera División desde su creación.
A nivel nacional, con 34 títulos de Primera División, 14 de Copa Chile y 4 de Supercopa, es el club con más títulos del país. A nivel internacional, en 1991 se convirtió en el primer y único equipo chileno en conseguir la Copa Libertadores, y en 1992 se proclamó campeón de la Recopa Sudamericana y la Copa Interamericana. Organizó el Campeonato Sudamericano de Campeones en 1948, que inspiró la fundación de la Liga de Campeones de la UEFA en 1955 y de la propia Copa Libertadores en 1960.
Su primer equipo disputa sus encuentros como local en el Estadio Monumental, ubicado en la comuna de Macul, en el sector suroriente de Santiago, y que cuenta con una capacidad de 43 667 espectadores. Su rival tradicional es Universidad de Chile, frente al cual disputa el denominado «clásico del fútbol chileno».
Desde 2007 cuenta con un equipo de fútbol femenino, que milita en la Primera División de fútbol femenino de Chile, torneo que ha ganado en 16 oportunidades. A nivel internacional, se convirtió en el único club chileno en conseguir la Copa Libertadores Femenina en 2012. Además, el club participa en los torneos juveniles con sus categorías inferiores, y posee un gran número de filiales y escuelas deportivas distribuidas por todo el país.

## Historia

### Fundación y era amateur (1925-1933)

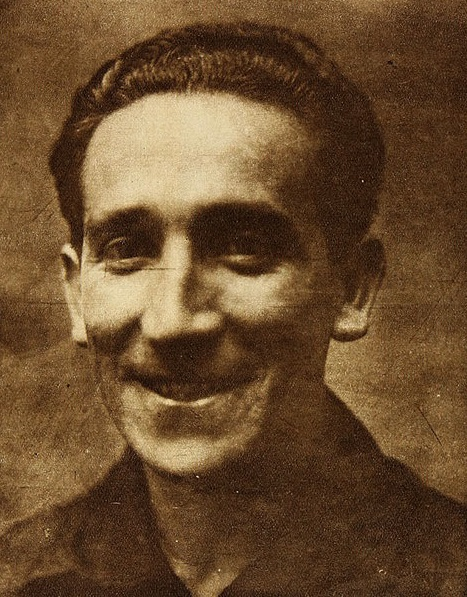
David Arellano, fundador y primer capitán del club.

Desde comienzos de 1925 el Club Social y Deportivo Magallanes se encontraba inmerso en una grave crisis institucional, debido a problemas existentes entre los dirigentes y algunos de sus futbolistas. Los jugadores más jóvenes del equipo, liderados por David Arellano, exigían una serie de reformas en el manejo dirigencial y económico del club. Entre ellas, que los miembros del primer equipo quedasen excluidos del pago de las cuotas que la institución exigía a sus futbolistas mensualmente, el establecimiento de regímenes de entrenamiento semanal, la distribución de una equipación deportiva completa, así como mejorar la infraestructura y los servicios de salud. La oposición a estas ideas por parte de la directiva del club, antiguos futbolistas y socios provocó que los futbolistas «rebeldes», así llamados por la prensa de la época, renunciaran a la institución. Estos jugadores decidieron reunirse en el bar «Quita Penas», en donde se acordó que formarían un nuevo equipo. Tras una serie de reuniones, la fundación quedó sellada el 19 de abril de 1925 en el Estadio El Llano, ocasión en la que Luis Contreras escogió el nombre del lonco y toqui mapuche «Colo Colo» para el nuevo equipo. Se convirtió en el primer cuadro chileno que implantó un régimen profesional, pero sin la entrega de salario: con entrenamientos obligatorios, preparación de jugadas y aplicación de tácticas.

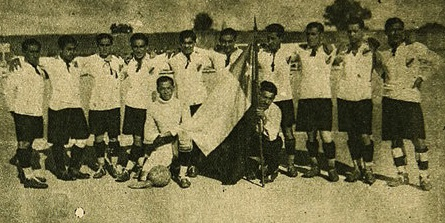
Equipo de Colo-Colo que jugó contra la Real Unión Deportiva de Valladolid en España.

En su primera temporada logró coronarse campeón de la División de Honor de la Liga Metropolitana de manera invicta, ganándose el apodo del equipo «invencible». En 1927 Colo-Colo fue el primer equipo chileno que llegó de gira al Viejo Continente.

"El grito de "¡Colo Colo es Chile!" brotó espontáneamente cuando en 1926 el equipo se embarcó en Valparaíso en el vapor León XIII, rumbo a Europa. Era el primer club chileno que se atrevía"

El 2 de mayo de ese año, en un encuentro amistoso contra la Real Unión Deportiva de Valladolid en España, fue fuertemente lesionado el capitán y fundador de Colo-Colo, David Arellano, producto de un golpe que le causó una peritonitis, que al día siguiente lo llevó a la muerte. A pesar del gran impacto que significó el deceso de Arellano, el equipo ganó los campeonatos de Primera División de la Liga Central de Football —luego renombrada Asociación de Football de Santiago— en los años 1928, 1929 y 1930.
Entre los años 1931 y 1932 Colo-Colo sufrió una crisis institucional, causada principalmente por fuertes problemas financieros, que derivaron en la reducción de los incentivos económicos a los futbolistas del primer equipo, con la consecuente resistencia por parte de estos y de algunos dirigentes.
En el plano deportivo, el 8 de diciembre de 1932 Colo-Colo enfrentó a Audax Italiano por la última fecha del campeonato de la Asociación de Santiago, encuentro que sirvió además para dirimir al campeón del torneo. Sin embargo, debido al derrumbe de una tribuna del Estadio Italiano y la posterior trifulca por parte de los aficionados, el partido fue suspendido cuando Colo-Colo ganaba por 2:1, quedando así vacante el campeonato y dejando un saldo de al menos 130 heridos y 3 muertos. Otros autores, no obstante, señalan que el campeonato no quedó vacante, sino que fue otorgado tanto a Audax Italiano como a Colo-Colo.

### Era profesional (1933-presente)

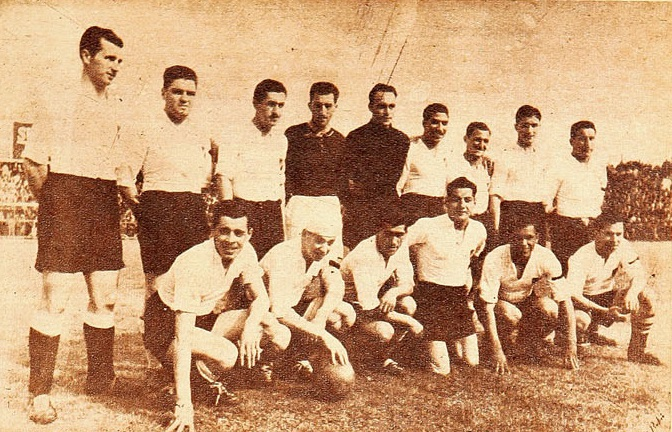
Plantel de Colo-Colo que consiguió el Campeonato Nacional de 1937.

Los años 1930 continuaron con la formación de la primera Liga Profesional del país, idea desarrollada en conjunto con otros equipos de la capital. El Campeonato de Apertura de 1933 lo ganó Colo-Colo al derrotar en la final a Unión Española. Sin embargo, en el primer Campeonato oficial, el equipo terminó con el mismo puntaje que Magallanes, obligando a disputar un encuentro de definición que ganaron los magallánicos por 2:1. En el año 1937 Colo-Colo obtuvo, de forma invicta, el primer título nacional de su historia y en el año 1939 alcanzó su segundo campeonato bajo la conducción técnica del húngaro Francisco Platko, y gracias al aporte del goleador Alfonso Domínguez, quien consiguió 32 goles en 24 partidos.
En los años 1940, aún bajo la conducción técnica de Francisco Platko, el club conquistó un nuevo título en 1941. Más adelante se alcanzaron los títulos de 1944 y de 1947. En 1945 Colo-Colo realizó una de las peores campañas de su historia, al terminar el campeonato en penúltima posición, superando a Badminton.
En los años 1950, bajo la presidencia de Antonio Labán, se fichó al delantero Jorge Robledo, proveniente del Newcastle United inglés, quien guio al equipo a conquistar los campeonatos de 1953 y 1956, año en el que además se adquirió un terreno de 28 ha, ubicado en la comuna de Macul, iniciándose la construcción del futuro Estadio Monumental. Aparte de esta adquisición, el club compró una sede social en calle Cienfuegos 41 en el año 1953.
La década siguiente comenzó con la obtención de los campeonatos de 1960 y 1963, título que pasó a la historia, ya que en ese año se marcaron dos récords: el primero, la máxima cantidad de goles anotados por un club en una temporada (103 goles) y el segundo, la máxima cantidad de goles anotados por un futbolista de Colo-Colo en una temporada (Luis Hernán Álvarez, con 37 goles). También ese año significó romper con la tradición de jugar solo con chilenos, que venía desde 1944, por medio del fichaje del argentino Walter Jiménez. Hasta el final de la década, Colo-Colo solo realizó campañas irregulares en los torneos nacionales, que fueron dominados por Universidad de Chile y Universidad Católica, sequía que solo terminó con la obtención del título de 1970, el décimo del club.

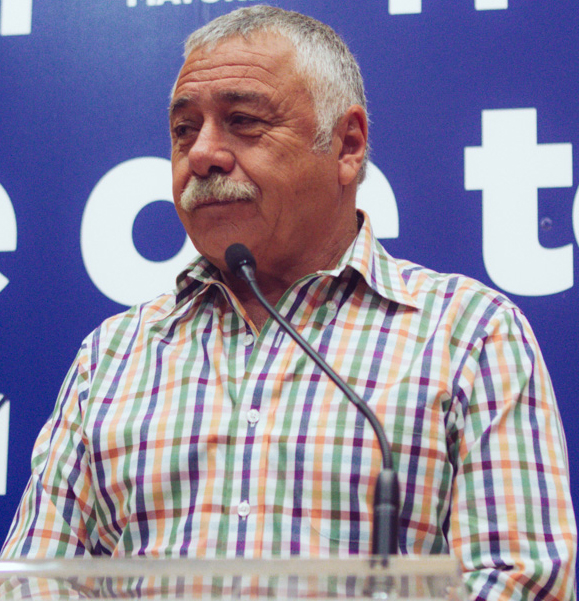
Carlos Caszely, integrante del «Colo-Colo '73».

En 1972, bajo la dirección técnica de Luis Álamos, y con figuras como Francisco Valdés y Carlos Caszely, alcanzó nuevamente el campeonato nacional y además, marcó el récord de promedio de asistencia de público en Chile: 45 929 personas por partido. Este equipo fue la base del llamado «Colo-Colo 73», el primer club chileno en llegar a la final de la Copa Libertadores, la cual perdió con Independiente de Argentina. Luego de este subcampeonato el equipo entró en una crisis deportiva e institucional que se solucionó, al menos en el plano deportivo, con la obtención del título nacional de 1979, en donde destacaron futbolistas como Carlos Caszely y Severino Vasconcelos.
En los años 1980, Colo-Colo obtuvo los títulos nacionales de 1981 y 1983, bajo la dirección técnica de Pedro García y los títulos de 1986 y 1989, de la mano del entrenador Arturo Salah. En esta década el club ganó también la Copa Chile en cuatro oportunidades. Por el contrario, la gran deuda de Colo-Colo estuvo en la Copa Libertadores, donde solo consiguió superar la primera fase en 1988. A fines de la década, el 30 de septiembre de 1989, se inauguró de forma definitiva el Estadio Monumental, con un encuentro entre Colo-Colo y Peñarol, que terminó con triunfo de Colo-Colo por 2:1.

### La Era de Jozić: Colo-Colo Campeón de América
La década de los años 1990, pasó rápidamente a la historia del club, por ser la década con más títulos conseguidos y por la obtención de los primeros torneos a nivel internacional. A mediados de 1990 se contrató al técnico croata Mirko Jozić, con quien el equipo ganó su primer bicampeonato, al consagrarse campeón de ese año. El 5 de junio de 1991, el club conquistó la Copa Libertadores 1991, tras derrotar a Olimpia de Paraguay por 3:0 en el Estadio Monumental, con dos goles de Luis Pérez y uno de Leonel Herrera, el primer equipo chileno en ganar un torneo internacional oficial y el único hasta el momento en conseguir la máxima presea continental. Ese mismo año, perdió la final de la Copa Intercontinental en Tokio por 0:3 ante el Estrella Roja de Belgrado. En el ámbito local, consiguió por primera vez un tricampeonato nacional, al ganar el campeonato de 1991. Al año siguiente Colo-Colo se tituló campeón de la Recopa Sudamericana al derrotar por penales a Cruzeiro de Brasil y de la Copa Interamericana al vencer al Puebla de México. En 1993 Jozić consiguió su último título en Colo-Colo al quedarse con el campeonato nacional.
Después de la salida de Jozić del club, Colo-Colo sufrió algunos años de inestabilidad, provocados por la disputa de la presidencia, entre las facciones encabezadas por Peter Dragicevic y Eduardo Menichetti y que acabó con la elección del primero de estos, además una deuda en lento crecimiento. En el plano futbolístico, estos problemas fueron paleados con la llegada del entrenador paraguayo Gustavo Benítez en 1995, que ganó con el club los torneos de 1996, Clausura 1997 y 1998, además de llegar dos veces a la semifinal de la Supercopa Sudamericana y una vez a la semifinal de la Copa Libertadores. No obstante, pese al éxito a nivel deportivo, en el plano institucional las malas gestiones económicas, así como el enorme gasto en refuerzos conllevaron que el club, entrara en una severa crisis financiera.
Tras el alejamiento de Benítez en 1999, la década del 2000 comenzó con la etapa más negra del club en lo financiero, que tuvo su punto más álgido el 23 de enero de 2002, cuando la justicia decretó la quiebra del club dejándolo a cargo del síndico Juan Carlos Saffie, cuya gestión permitió la continuidad de giro del club, necesaria para que Colo-Colo no perdiera su personalidad jurídica y sus bienes no fueran a remate. A pesar de estar en quiebra, el club se consagró campeón del torneo de Clausura 2002, de la mano del entrenador Jaime Pizarro y de un equipo casi completamente juvenil. En el año 2005, tomó la administración del club la sociedad anónima Blanco y Negro S.A., la cual concesionó todos los activos del club por 30 años, a cambio de pagar todas las deudas, a través de un proceso de apertura en la Bolsa de Comercio de Santiago. A principios del año siguiente, la justicia levantó definitivamente la quiebra.

### Claudio Borghi: Final de Sudamericana y Tetracampeonato

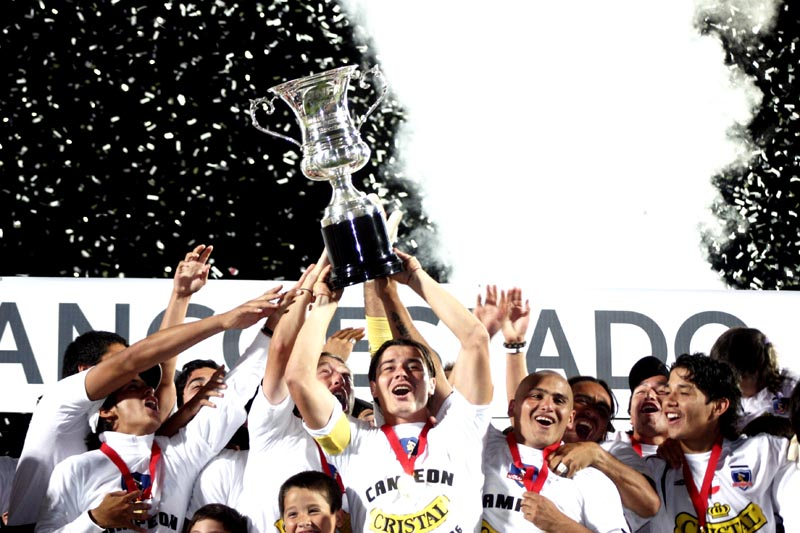
El equipo de Colo-Colo levanta la copa del Torneo Clausura 2006.

A fines de 2005 fue despedido el director técnico Ricardo Dabrowski, y en su reemplazo fue contratado el exjugador argentino Claudio Borghi, teniendo un Colo-Colo completamente renovado y joven. Con jugadores de las divisiones inferiores como Matías Fernández, Claudio Bravo, Gonzalo Fierro, Arturo Vidal, entre otros. Mas los ya contratados Jorge Valdivia y Humberto Suazo Colo-Colo logró coronarse campeón del Apertura, al ganarle en la final a su archirrival, Universidad de Chile, en definición a penales.
En el segundo semestre Colo-Colo participó en la Copa Sudamericana 2006, en donde logró alcanzar la final gracias a la buena actuación de figuras como Sebastián Cejas, Humberto Suazo, Alexis Sánchez y Matías Fernández como gran figura. En cuartos de final eliminó a Gimnasia y Esgrima de la Plata de Argentina. En semifinales derrotaron al Toluca mexicano, y en la final se enfrentaron al Pachuca de México, empatando 1:1 en el Estadio Hidalgo y perdiendo la final de vuelta, el 13 de diciembre de 2006, por 2:1 en el Estadio Nacional.
Al mismo tiempo, en el torneo local Colo-Colo consiguió llegar a la final del Torneo de Clausura, en donde dio cuenta de Audax Italiano, al ganarle por 3:0 en el Monumental y por 3:2 en el Nacional, conquistando así su 25º título nacional. Además, en octubre de ese año, los albos fueron reconocidos por la IFFHS, como el Mejor equipo del mundo del mes. Al final del año se va su principal figura Matías Fernández al Villarreal CF, luego de ser galardonado como Mejor jugador de Sudamérica.
Al año siguiente el equipo se coronó tricampeón por segunda vez en su historia tras ganar el Apertura 2007. En la última fecha derrotó a Palestino por 1:0, superando por un punto a Universidad Católica y por tres al Audax Italiano, logrando el tricampeonato por segunda vez en su historia. En la segunda parte del año, logró ser el primer equipo chileno en alcanzar un tetracampeonato nacional, tras adjudicarse el campeonato de Clausura 2007, al derrotar en la final del torneo a la Universidad de Concepción.
Tras el alejamiento de Borghi, Fernando Astengo fue el encargado de dirigir al cuadro popular. Colo-Colo llegó a la final del Apertura 2008 en donde se enfrentó a Everton de Viña del Mar, el cual lo venció, por 3-2 en el global, tras partidos de ida y de vuelta.
Luego, a manos del entrenador Marcelo Barticciotto, en el Clausura 2008, consiguió su campeonato número 28, tras derrotar en la final del campeonato a Palestino, gracias al aporte goleador de Lucas Barrios, gran figura del año 2008 en Colo-Colo, quien igualó la marca de Luis Hernán Álvarez en 1963 con la mayor cantidad de goles anotados en una temporada por un jugador de Colo-Colo (37 goles). Al año siguiente el equipo se convirtió en el primer equipo profesional en disputar un encuentro en la Isla de Pascua, al enfrentar al seleccionado local por la Copa Chile, mientras que en el Apertura 2009 se cumplió una mala campaña que significó quedar fuera de los playoffs por primera vez. El Clausura también empezó mal para el club, al ubicarse cerca de los puestos de Promoción por varias fechas, pero el equipo logró llegar a la final de los playoffs, en donde derrotó a Universidad Católica, celebrando así la obtención de un nuevo campeonato.
En 2010 Colo-Colo en Copa Libertadores no supera la fase de grupos quedando tercero con 8 puntos, luego Hugo Tocalli renunciaría y llegaría a la banca el también argentino Diego Cagna, con un campeonato largo luego del terremoto en febrero quedarían punteros luego de la primera rueda y clasificaría a la Copa Sudamericana de ese mismo año la cual quedarían eliminados en primera ronda por Universitario de Sucre. En Copa Chile quedaría eliminado por Curicó Unido en penales. En el campeonato nacional con 7 puntos de ventaja cuando quedaban 7 fechas para el fin del torneo, Colo-Colo deja escapar el título ganado por la Universidad Católica.
El año 2011, tras una mala campaña del entrenador Diego Cagna y un 5-1 de U. de Concepción en el Monumental, terminaría en su renuncia y estaría de interino Luis Pérez hasta que llegó el también argentino Américo Rubén Gallego, el cual ganó 4 partidos consecutivos logrando casi una marca histórica pero luego bajaría su rendimiento y quedaría eliminado en la fase de grupos de la Copa Libertadores tras una remontada de Cerro Porteño a Colo-Colo y un 2-3 final, clasificaría a playoffs como 8° y quedaría eliminado por Universidad Católica tras que le den vuelta el partido en el Monumental de 2-0 a 0-4 y un empate a 1 a la vuelta. Por Copa Chile quedaría 21 en la tabla general con solo 8 puntos y después de 2 partidos por el campeonato de Clausura y la pérdida de 3-0 en Collao, despedirían a Américo Rubén Gallego, con un buen interinato de Luis Pérez con 2 triunfos y 1 empate llega Ivo Basay que no pudo dirigir su primer partido en que ganaron 2-0 a Cobresal de visita.
Con una irregular campaña, clasificaron a playoffs con 2 partidos por jugar, terminando 3° y en la fase regular le tocó jugar con La Serena donde ganó 2-6 y 3-1 y pasó a la semifinal contra Cobreloa y en Santiago perdieron 2-3.
En Calama ganaron 2-1, pero por el lugar en la tabla, Colo-Colo queda eliminado.[cita requerida]

### Repunte y la Estrella 30

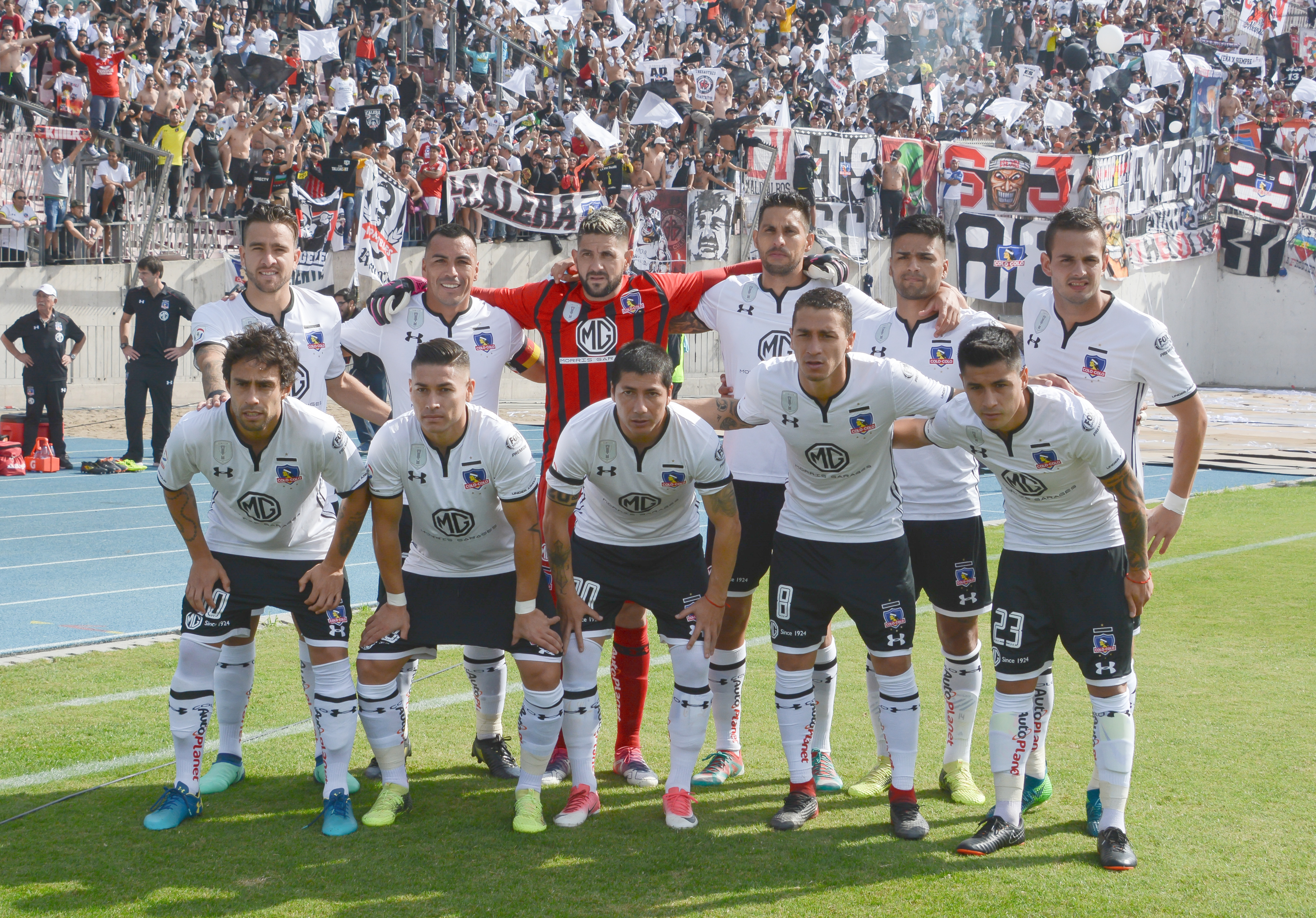
Formación de Colo Colo en 2018.

Colo-Colo durante dos años contó con una filial del primer equipo de fútbol, denominada Colo-Colo Filial, la cual participó de las competiciones de reserva, y en 2012 en la Segunda División Profesional, tercera categoría de los campeonatos de fútbol en el país. Luego de un 2012 sin títulos, llegaba el año 2013 un nuevo técnico a Colo-Colo, Gustavo Benítez. El cual no duraría medio semestre tras renunciar luego de 10 fechas en el Torneo Apertura 2013. Héctor Tapia sería el técnico interino, donde llegaría un fútbol renovado de la mano de jugadores canteranos como Claudio Baeza, Esteban Pavez, Juan Delgado, Luis Pavez más los estandartes Justo Villar, Gonzalo Fierro y José Pedro Fuenzalida. El renacer de Colo-Colo llegaría justamente en el Superclásico frente a la Universidad de Chile, donde el cacique ganaría 3-2.
En el Torneo de Clausura 2014, se ratificaría a Tapia como técnico, y llegarían los fichajes de Esteban Paredes, Jaime Valdés y el argentino Julio Barroso. El torneo empezaría con una victoria frente a Audax Italiano por 2-1, manteniéndose invicto hasta la fecha 13 donde tendría su única derrota frente a la Universidad de Concepción. En la fecha 15, Colo-Colo se jugaba la opción de salir campeón frente a Santiago Wanderers. Con gol de Felipe Flores, Colo-Colo ganaría 1-0 y conseguiría salir campeón luego de 4 años y obtener la esquiva Estrella 30. Esta misma base de jugadores, llevaron al club a ganar los títulos del Apertura 2015, la Copa Chile 2016 y la Supercopa de 2017.
El 9 de diciembre de 2017, Colo-Colo volvió a ser campeón del fútbol chileno, luego de un año y medio de frustraciones, obteniendo su estrella número 32, luego de vencer como visitante a Huachipato por 3-0 en Concepción, de la mano de Pablo Guede en la banca y contando con jugadores fundamentales, comandados por Esteban Paredes, Jaime Valdés, Jorge Valdivia, Octavio Rivero, Agustín Orión y Julio Barroso entre otros.
El 26 de enero de 2018, Colo-Colo retuvo la Supercopa de Chile (segunda Supercopa de Chile de su historia), tras derrotar por 3-0 a Santiago Wanderers con goles de Óscar Opazo, Brayan Véjar y Jaime Valdés.
El 19 de abril de 2018 el entrenador Pablo Guede presenta su renuncia ante malos resultados, el rechazo de una parte de la hinchada y la venida de un nuevo directorio ante la salida de Aníbal Mosa de la presidencia alba y la llegada de Gabriel Ruiz-Tagle. El interinato lo toma su ayudante Agustín Salvatierra.

### Al borde del descenso y la Era de Gustavo Quinteros
Durante la temporada 2020, el club vivió la peor temporada de su historia, debido a la mala preparación del club luego de que la pandemia de COVID-19 llegara al país y paralizara el fútbol chileno por más de cinco meses, al regresar la actividad, el club poco a poco se sumió en la tabla anual, luchando a partir de la 11° fecha en las posiciones de descenso, provocando la salida del entrenador interino Gualberto Jara tras la fecha n° 13, en su relevo llegaría el argentino nacionalizado boliviano Gustavo Quinteros. Colo Colo llegó a estar en la última posición (18°) de la fecha 20 a la 28, pero en las últimas fechas lograron mejorar su nivel de juego y llegaron a la última fecha, con la posibilidad de salvarse de todo riesgo de descender, si derrotaba a O'Higgins en Rancagua, pero terminó empatando 1-1 tras recibir un gol de penal de parte de Tomás Alarcón en el último minuto, obligándolos a disputar el partido de promoción contra la Universidad de Concepción, para definir al último descendido de esa temporada, al terminar en la 16° posición, con 39 puntos y un balance de nueve victorias, doce empates y trece derrotas.
El 17 de febrero de 2021, Colo-Colo disputó uno de los partidos más importantes de su historia, en que se jugaba la permanencia en la Primera División ante la Universidad de Concepción, partido que finalmente logró vencer por 1-0 con un solitario gol del argentino Pablo Solari. Así, el cuadro albo mantuvo su hegemonía, de ser el único club chileno, que nunca ha perdido la categoría. Este partido marca un punto de inflexión clave, en la trayectoria descrita por el equipo de Quinteros y es considerado, como un antecedente del 33º título de la institución, título que consiguió en la temporada 2022. Una temporada 2022 que comienza bien con una victoria en la Supercopa ante Universidad Católica , vengando el torneo nacional perdido el año pasado y en la Supercopa del año pasado, y que en el mes de Octubre culminaría con la estrella 33° .
Posterior a ese año Colo-Colo volvería a la copa Libertadores 2023 dónde quedaría fuera en primera ronda cayendo en puestos de copa sudamericana y quedando eliminado humillante ante América Minero. El año terminará con Colo-Colo tercero en el torneo nacional y con la Estrella 14° en la Copa Chile  culminando una era donde de la mano de Gustavo Quinteros el equipo albo sale del infierno y renace nuevamente.
La llegada de Jorge Almirón y los cambios de Colo-Colo
Luego de la salida de Gustavo Quinteros llegaría al equipo de Colo-Colo Jorge Almirón quien venía de una buena participación con Boca Juniors dejando finalista de la Copa Libertadores 2023, pero no haciendo un buen torneo en el medio local. 
Si bien comienza con resultados irregulares en el torneo local, en Copa Libertadores comienza desde la fase previa eliminando a Godoy Cruz y consigue en el partido de ida la primera victoria de Colo-Colo en Argentina. Luego de eso consigue eliminar a Sportivo Trinidense de Paraguay logrando entrar a fase de grupos de la Copa Libertadores . En el ámbito internacional consiguen llegar hasta cuartos de final cayendo en partidos apretados ante River Plate dejando una buena impresión .
En el medio local comienza con resultados irregulares y logra ganar la supercopa chilena que se termina en Noviembre (producto de incidentes de la barra brava de Colo-Colo), y en la segunda rueda del torneo mantienen un invicto que les hace remontar 10 puntos a Universidad de Chile y logra que ganen su estrella 34 en la última fecha ante Deportes Copiapó con tan solo empatar. 

## Administración

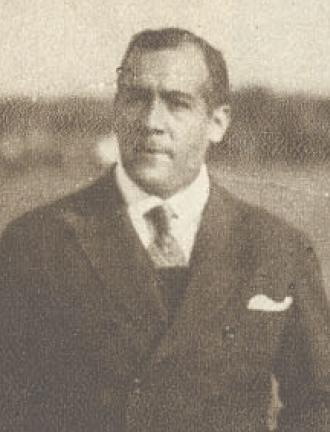
Alberto Parodi, primer presidente de Colo-Colo.

Durante la primera sesión formal de Colo-Colo, presidida por Juan Quiñones el 19 de abril de 1925, se acordó que el club fuese administrado por un directorio encabezado por un presidente elegido por los socios, siendo el primero de estos Alberto Parodi.
A comienzos de la década de 1930, Colo-Colo sufrió su primera gran crisis, causada principalmente por fuertes problemas financieros e institucionales. Para disminuir los costos del club, la dirigencia decidió reducir los incentivos monetarios que se pagaban a los futbolistas del primer equipo, lo que provocó un fuerte rechazo por parte de estos y de algunos dirigentes. Cabe mencionar que estos incentivos o remuneraciones se pagaban de forma ilegal, puesto que hasta 1933 el fútbol en Chile era una actividad oficialmente amateur. Esta práctica se denominó profesionalismo «marrón» o encubierto.
A fin de reorganizar la institución, fue designado un comité ejecutivo, el que estuvo encabezado por Fernando Larraín Mancheño. Al término de su administración fue elegido presidente Ricardo Cortés Monroy, sin embargo, su elección fue rechazada por los futbolistas del primer equipo, quienes incluso amenazaron con una renuncia masiva. En la junta general del 21 de enero de 1932, una parte de los socios declaró viciada la elección de Monroy y designó un consejo provisional para administrar el club, que fue encabezado por Carlos Haupt. No obstante, Fernando Larraín, quien a términos legales aún era el presidente de Colo-Colo, solicitó la intervención de la Asociación de Football de Santiago (AFS), la cual se llevó a cabo el 22 de enero de 1932.
Durante las dos décadas posteriores, el club tuvo una serie de problemas, tanto financieros como institucionales, entre los que destacaron la renuncia de parte de la directiva de Robinson Álvarez en 1947, quienes al momento de dimitir declararon que el club estaba al borde de la bancarrota, así como el caso de soborno que acabó con la expulsión por parte de la Asociación Central de Fútbol (ACF) del dirigente Luis Orellana en 1951. A pesar de las dificultades, en los años 1950, gracias a las gestiones de Pedro Foncea y posteriormente Antonio Labán, el club continuó con su consolidación institucional y amplió sus actividades deportivas con la creación de las ramas de básquetbol y patinaje. Se establecieron además servicios médicos y dentales para los socios, una biblioteca y diversos salones de entretenimiento.
Tras el alejamiento de Labán en 1962, volvieron a producirse problemas internos en la institución, hasta que la situación se hizo insostenible en 1968, año en el que socios y dirigentes se dividieron entre adherentes y detractores del entonces presidente Guillermo Herrera. El conflicto desembocó en sueldos impagos y una huelga por parte de los futbolistas. Finalmente, la ACF (ANFP desde 1987) intervino la Corporación el 8 de febrero de 1968.
Luego de repactar la deuda, en 1969 la administración fue devuelta a los socios, quienes escogieron a Héctor Gálvez como presidente, cargo en el que se mantuvo hasta 1976. Ese año, la elección por la presidencia enfrentó a Héctor Gálvez con Antonio Labán, expresidente del club, quien contaba con el apoyo del presidente de la Agrupación Nacional de Empleados Fiscales (ANEF) Tucapel Jiménez, reconocido opositor a la dictadura militar. Ante esta situación, el ente estatal de deportes DIGEDER, acogiéndose al Decreto de Ley N.º 349, denegó el permiso para realizar las elecciones. El 2 de abril de 1976 la dictadura destituyó formalmente a la directiva de Colo-Colo y entregó la administración de la Corporación al grupo económico BHC. Para justificar la intervención, el director de Deportes de la dictadura, Jorge Ehlers, señaló que existían irregularidades en el club por un monto cercano a los US$300 000 de la época.
El fracaso del proyecto que buscaba convertir a los clubes de fútbol en sociedades anónimas, sumado a la deuda que arrastraba el club por la construcción de la obra gruesa del Estadio Monumental, provocó que BHC, quien había sido uno de los impulsores del proyecto de privatización, dejase la administración del club, que quedó sumido en serios problemas económicos. El 31 de enero la Asociación Central de Fútbol intervino nuevamente a la Corporación. Cabe destacar que, del total de la deuda, $70 063 315 correspondían a compromisos con el Banco BHC, los que fueron contraídos por el mismo grupo inversor que administró el club desde 1976 y que era propietario de dicha institución financiera. Durante la primera mitad de los años 1980, las deudas que contrajo el club bajo la administración de BHC generaron una severa crisis, la que fue solucionada en parte gracias a la ayuda del Banco del Estado y un contrato con Televisión Nacional de Chile por los derechos de transmisión de los encuentros.
Luego de poco más de una década de relativa tranquilidad, tiempo en el que destacó el aumento del patrimonio del club, a fines de los noventa surgieron nuevos problemas económicos, provocados principalmente por la imposibilidad de mantener los grandes ingresos que tuvo la institución a inicios de la década, así como el enorme gasto en futbolistas y cuerpo técnico. El 23 de enero de 2002 la Corporación Club Social y Deportivo Colo-Colo fue declarada en quiebra por una deuda de cercana a los $22 000 000 000 (alrededor de US$30 000 000), asumiendo la administración del club un síndico de quiebras. Durante la quiebra, la institución sufrió la venta de gran parte de su patrimonio, como la sede del club y el Teatro Monumental, que fueron a remate, así como la eliminación de sus distintas ramas no profesionales y el instituto de estudios para futbolistas del club.
Tras distintas iniciativas, entre las cuales estaba la venta de todos los activos del club, entre ellos el Estadio Monumental, y su transformación en sociedad anónima (proyecto denominado «Renacer Albo»), se decidió entregar la administración en concesión a la empresa Blanco y Negro S.A., lo que fue aprobado por la junta de acreedores el 29 de marzo de 2005.
El 24 de junio se cerró el contrato entre la Corporación Club Social y Deportivo Colo-Colo y Blanco y Negro S.A., que entregó la administración de todos los activos del club, el fútbol profesional y el fútbol joven por un período de 30 años. Blanco y Negro S.A. inició sus operaciones el 1 de julio de 2005 y cinco días después se abrió a la bolsa.
Desde entonces, los socios dejaron de tener injerencia directa en las decisiones administrativas de la institución y solo reciben beneficios en plano económico, como la reducción en el precio de las entradas. Por otra parte, la pérdida de gran parte de las dependencias del club durante la quiebra, hacen que este no cuente con instalaciones para la masa societaria. Sin embargo, la Corporación todavía existe como tal y mantiene el derecho de escoger a dos miembros de la mesa directiva de Blanco y Negro S.A.
Desde el 26 de abril de 2024, el cargo de presidente de Blanco y Negro S.A. es ejercido por Aníbal Mosa, quien reemplazó a Alfredo Stöhwing en el dicho cargo presidencial.

## Símbolos

### Escudo

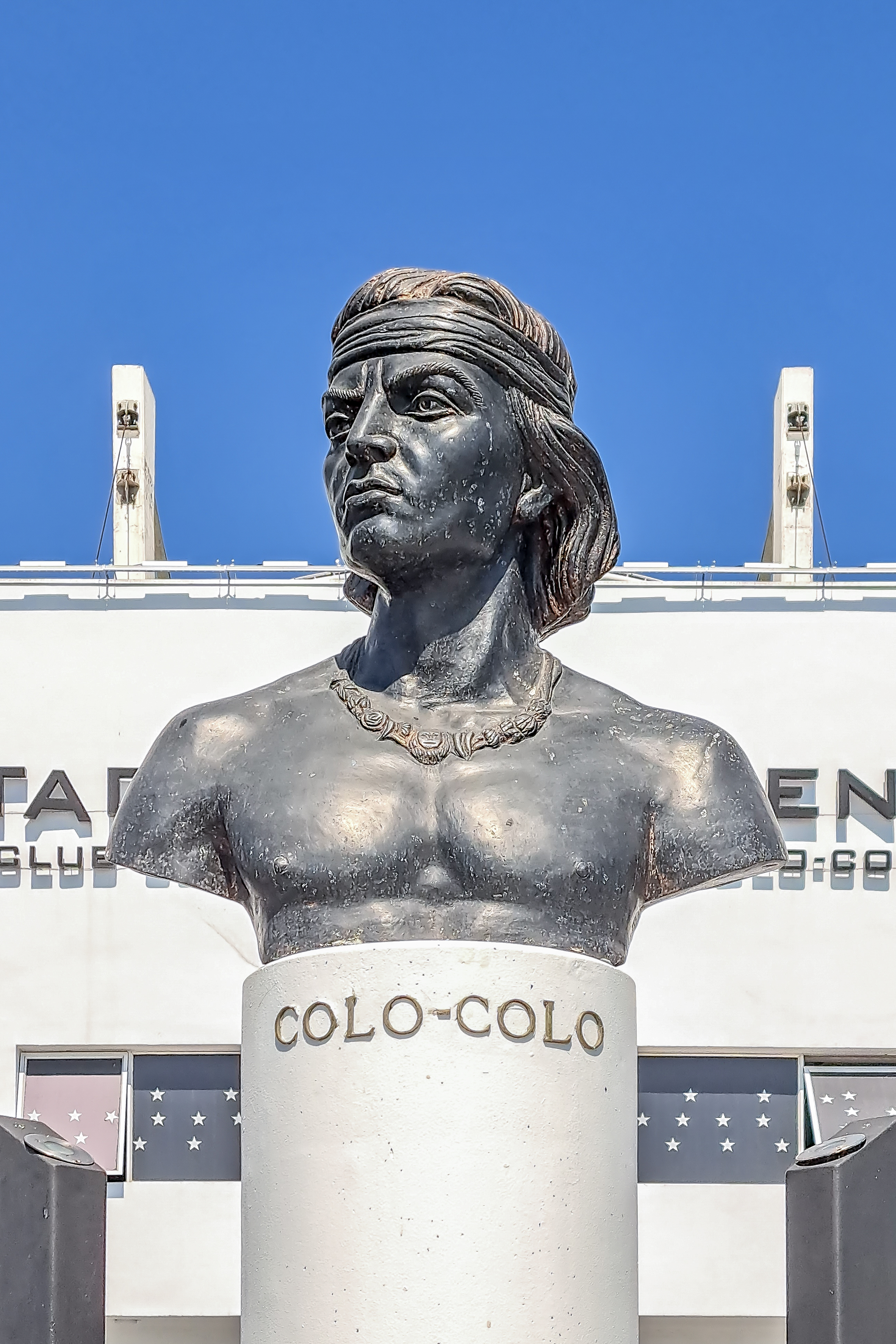
Colo Colo, emblema de la institución, a la entrada del Estadio Monumental.

El primer escudo del club presentaba los colores de la bandera de Chile: azul en el fondo, rojo en una banda transversal, y el nombre del club escrito en blanco. Este escudo se hizo más ancho en la parte superior durante los años 1930 para facilitar el bordado en la camiseta.
En los años 1940 se establecen las tres puntas en la parte superior, el nombre de la institución escrita en forma horizontal, y la sigla «FC» dentro de la parte central del escudo, siempre manteniendo los colores de la bandera nacional. Este escudo fue adoptado en la camiseta durante la temporada 1947.
En 1950, al escudo anterior se le agregó como motivo central la imagen de un mapuche de perfil, que fue cambiando de estilo con el tiempo, hasta su versión definitiva en 1988. En el año 1992, luego de la obtención de la Copa Libertadores, el emblema cambió su característico fondo azul por uno blanco, con bordes negros, para simbolizar los colores del uniforme. Esta imagen solo duró una temporada, ya que al año siguiente el emblema volvió a sus colores característicos.
|                 |
| Escudo de 1925. |

|                 |
| Escudo de 1947. |

### Himno
A lo largo de su historia Colo-Colo ha tenido varios himnos. El primero de ellos, «Fuerte, Colo-Colo», fue creado por el propio David Arellano el 26 de marzo de 1927 a bordo del vapor Cuba, cuando el club se dirigía rumbo a Europa en medio de la gira internacional de ese año, y se trataba de una adaptación del corrido mexicano «La muerte de Pancho Villa». El primer himno oficial con coros y para banda militar fue compuesto de forma conjunta entre Carlos Casassus y Javier Renjifo y ejecutado por primera vez en 1941 con motivo del encuentro amistoso entre Colo-Colo y River Plate, campeones de Chile y Argentina ese año respectivamente. Este himno tuvo un breve lapso de vida hasta ser reemplazado por el actual. «Como el Colo-Colo no hay» fue compuesto por Carlos Ulloa Díaz e interpretado por primera vez en 1943.
La grabación más conocida del himno se realizó en 1953 en los estudios de la Radio Cooperativa Vitalicia de Valparaíso por el tenor Mario Barrientos junto a la orquesta de Hugo Ramírez. Además, el himno ha sido versionado por numerosos cantantes y folcloristas, entre los que se cuentan Carlos Haiquel, Ester Soré, Pepe Aguirre, Palmenia Pizarro, la Sonora Palacios, Ángel Parra y Anita Tijoux, quienes lo han adaptado a diversos estilos musicales. Cabe mencionar que también es cantado habitualmente por los aficionados del equipo, normalmente en los momentos finales de los encuentros deportivos. En lo que respecta a la letra, y al igual que en los himnos previos, es posible hallar referencias a la identidad e integración nacional, algo muy común en Chile en los años 1930 y 1940, período marcado por un fuerte nacionalismo.
Adicionalmente, existe un gran número de composiciones dedicadas al club. Entre las que se pueden citar, varias cuecas, entre ellas «Colo-Colo» de los Huasos de Pichidegua y «Cueca pa’l Colo-Colo» del cantautor Tito Fernández, quien también creó otras canciones en honor al club; tonadas, como la compuesta en los años 1920 por Críspulo Gándara y que llevó como nombre «A David Arellano»; un tango, en honor a la obtención del campeonato nacional de 1960; además de numerosas canciones en homenaje a la obtención de la Copa Libertadores en 1991.

## Indumentaria

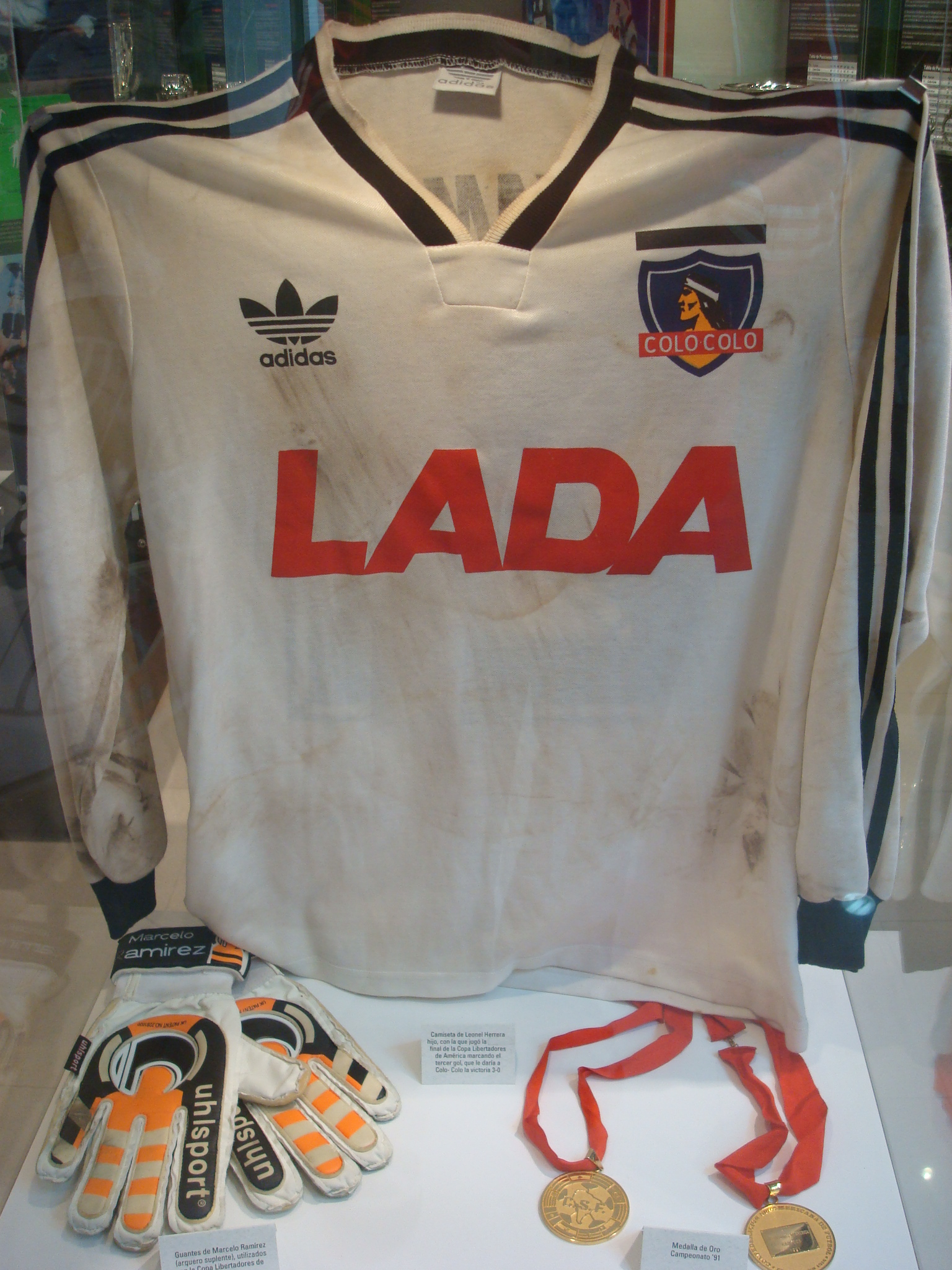
Camiseta utilizada por Leonel Herrera en la final de la Libertadores de 1991, en donde marcó el último de los tres goles con los cuales Colo-Colo derrotó a Olimpia.

El uniforme del club fue definido por Juan Quiñones el propio 19 de abril de 1925, día de la fundación de la institución. Camiseta blanca, que representaría la pureza, pantalones negros, como símbolo de seriedad, medias azul marino con una franja blanca y zapatos negros con una franja roja, según proposición de David Arellano. En lo que respecta a las medias, tradicionalmente se ha señalado que dicho modelo fue adoptado como homenaje a la Armada de Chile, sin embargo, aquella elección estuvo relacionada en realidad al hecho de que Guillermo Cáceres, quien propuso este diseño, conocía vendedores clandestinos de productos de la marina en Valparaíso. Adicionalmente los zapatos de fútbol que utilizó el club en sus primeros años, confeccionados por David Arellano y un zapatero de apellido Navarrete, fueron los primeros en contar con un sistema de toperoles en Chile.
Desde la trágica muerte de Arellano en Valladolid, durante la gira internacional de 1927, la camiseta de Colo-Colo lleva un crespón, cinta horizontal de color negro, que representa el luto eterno de la institución a la partida de su fundador. Debido a esto, durante los años 1930 el equipo recibió el apodo de los enlutados. Al comienzo, esta barra iba en la manga izquierda de la camiseta, hasta que en 1974 fue ubicada sobre la insignia del club.
En lo que respecta al uniforme alternativo, Colo-Colo ha usado diversos modelos y colores a lo largo de su historia deportiva. El primero de estos estuvo conformado por una camiseta de color verde, utilizada por vez primera en el año 1927. A partir de esta época, Colo-Colo cambió periódicamente su uniforme de recambio, hasta que a mediados de los años 1970 el club adoptó oficialmente un uniforme de color rojo, usando los mismos pantalones y medias del uniforme titular. El año 1988 se estableció la camiseta negra como alternativa oficial.
| Primer uniforme | (Ver evolución) | Uniforme actual |

## Infraestructura

### Estadio

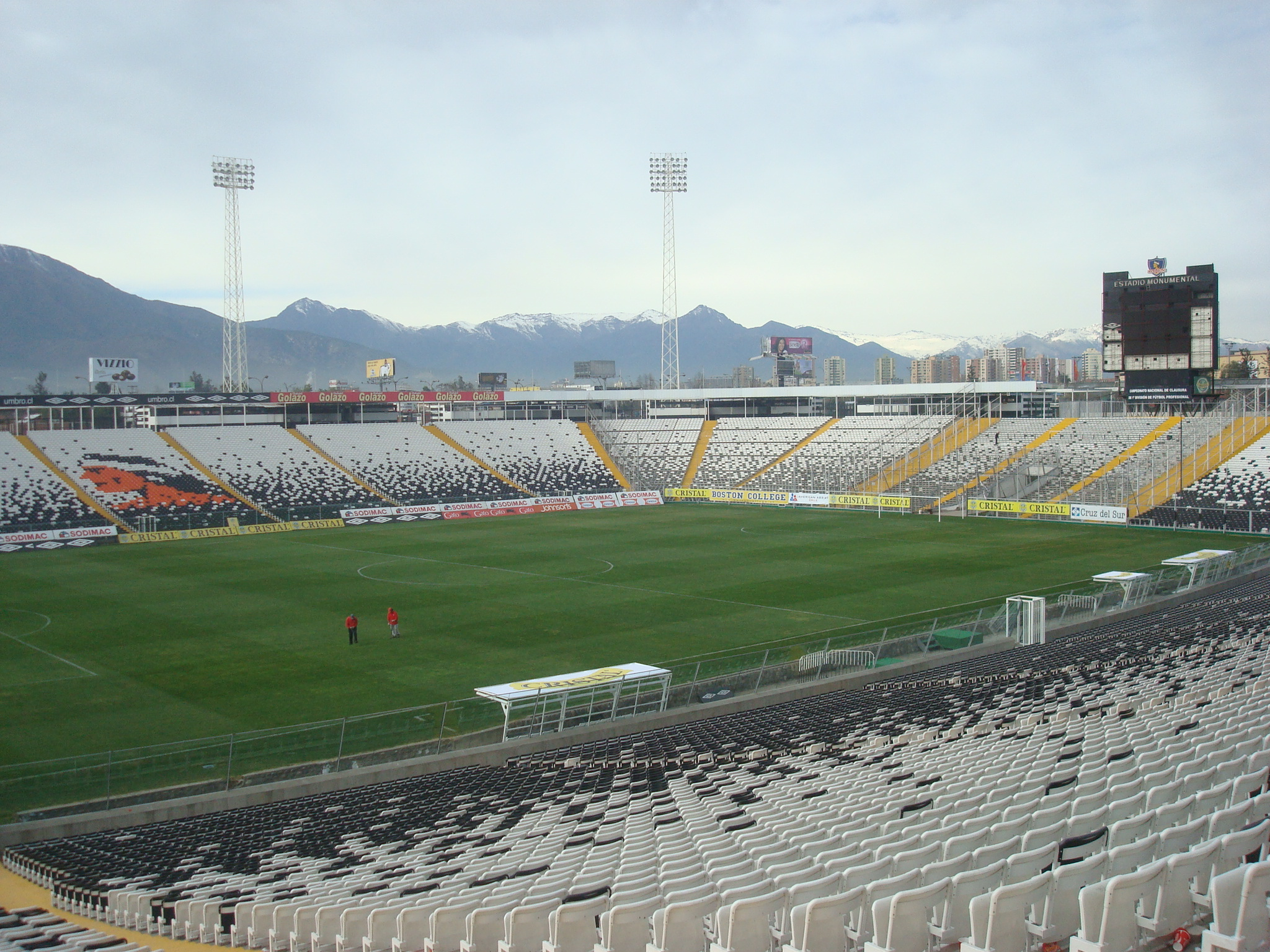
El Estadio Monumental de Colo-Colo.

Colo-Colo ejerce de local en el Estadio Monumental, del cual es propietario. El estadio fue inaugurado el 20 de abril de 1975, pero a causa de las pocas comodidades que ofrecía no volvió a ser utilizado hasta el 30 de septiembre de 1989. Se encuentra en la ciudad de Santiago, específicamente en la comuna de Macul. La cancha principal del estadio recibe el nombre de David Arellano.
En los inicios del club, este jugaba de local en diversos recintos que no eran de su propiedad, como el Estadio El Llano, los Campos de Sports de Ñuñoa, el Estadio de Carabineros, el Estadio Militar y el Estadio Santa Laura. El 16 de mayo de 1928 el club firmó un contrato con la administración de los Campos de Sports de Ñuñoa, que lo facultó para utilizar dicho recinto tantos en encuentros amistosos como oficiales. Con la construcción del Estadio Nacional en 1938, el club comenzó a utilizar este estadio para su localía hasta la construcción definitiva del Monumental.
El 10 de mayo de 1946 Colo-Colo compró por un monto de $5 000 000 el Estadio de Carabineros —más conocido como «el Fortín Mapocho»—, el cual estaba clausurado por medidas de seguridad. Inicialmente se contemplaba la construcción de un nuevo estadio con capacidad para 30 000 personas. Sin embargo, lo inadecuado de los terrenos, así como una ordenanza municipal que no autorizaba las edificaciones en dicha área, frenó de forma definitiva el proyecto. Finalmente, Colo-Colo vendió los terrenos al Seguro Obrero en $33 000 000, transacción que financió en parte la compra del terreno donde se construyó posteriormente el Monumental.
En 1956, bajo la presidencia de Antonio Labán, el club adquirió un terreno de 28 ha ubicado en el sector sur de la capital, cercano la intersección de las avenidas Vicuña Mackenna y Departamental. Originalmente se planteó la construcción de un recinto para 120 000 espectadores, no obstante, el alto costo de la obra impedía, en palabras del propio presidente de la institución, concretar el proyecto sin una subvención estatal. Con la asignación de Chile como sede de la Copa Mundial de Fútbol de 1962, varios parlamentarios propusieron al estado levantar en los terrenos del club un estadio para 52 000 personas. Sin embargo, el terremoto de Valdivia de 1960, sumado a una disposición del congreso de vetar la entrega de dineros fiscales a entidades no gubernamentales descartó la iniciativa.
Posteriormente, gracias a los beneficios obtenidos en los años 1972 y 1973, el club consiguió reiniciar la construcción del recinto de Pedrero, que se inauguró por primera vez el 20 de abril de 1975 frente a Deportes Aviación. No obstante, la falta de servicios básicos provocó la clausura del Estadio Monumental. Al año siguiente, con la institución intervenida por la dictadura, el Grupo BHC acordó con el estado que Colo-Colo cediese la propiedad del Monumental al fisco, que finalizaría la obra y permitiría al club utilizar el estadio sin costo por algunos años. En el intertanto, con los fondos que se inventirían en al remodelación y el ahorro del arriendo del Estadio Nacional, Colo-Colo edificaría otro estadio en la Avenida San Pablo. Sin embargo, lo anterior nunca se realizó dado que la legislación chilena no faculta al estado para permitir que una institución de derecho privado haga usufructo gratuito de bienes fiscales.
Hacia finales de los años 1980, a causa de que la Dirección General de Deportes y Recreación (Digeder) se negaba a subvencionar la construcción de un recinto para más 25 000 espectadores, debido a que esto suponía una reducción de los ingresos del ente estatal por el arriendo Estadio Nacional, la administración encabezada por Peter Dragicevic y Eduardo Menichetti se propuso terminar el Estadio Monumental con aportes generados por los propios hinchas del club y varias empresas privadas. De este modo, entre socios y patrocinadores el club reunió $180 000 000, que se sumaron a los $200 000 000 obtenidos por la venta al Bologna de Hugo Rubio y los $221 460 210 reunidos en la «Colotón» de 1988. Finalmente, el Estadio Monumental fue reinaugurado el 30 de septiembre de 1989 con un partido frente a Peñarol de Montevideo, que finalizó con victoria de Colo-Colo de 2:1. El primer gol en la historia del recinto fue convertido por Marcelo Barticciotto.
Al momento de su reapertura en 1989, el Estadio Monumental contaba con una capacidad de 62 500 espectadores, sin embargo, diversas remodelaciones, además de normativas de seguridad más estrictas han reducido el aforo del recinto a 43 667 espectadores controlados. Pese a lo anterior, la capacidad oficial del estadio ha sido superada en varias oportunidades. Entre estos encuentros, es posible mencionar el Clásico frente a Universidad de Chile disputado el 5 de octubre de 1992 (69 305), un amistoso ante el Real Madrid en agosto de 1993 (67 543), así como la final de la Copa Libertadores de 1991 frente a Olimpia de Paraguay (66 517).

### Sede social

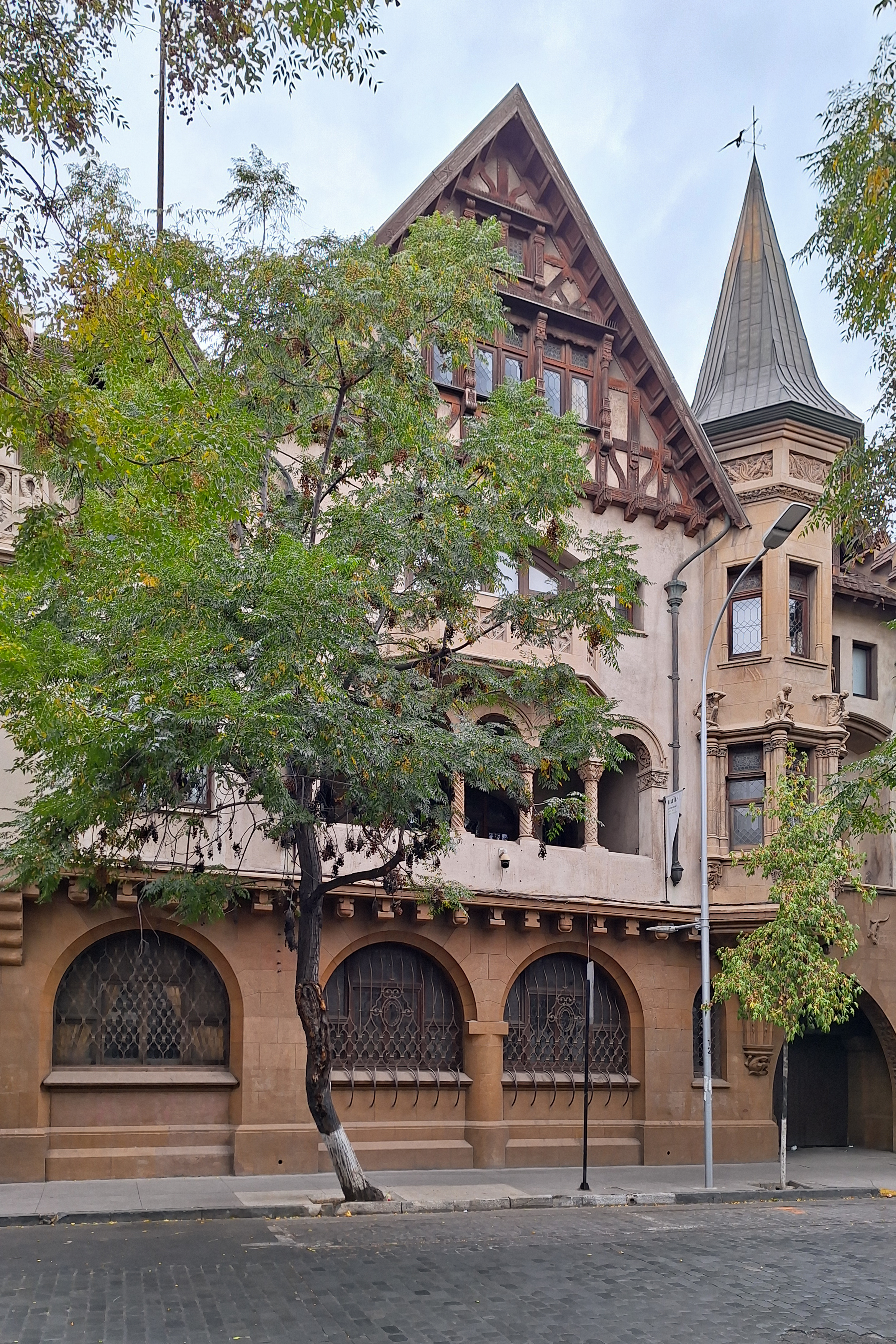
La Casona Cienfuegos 41, sede de Colo-Colo entre 1953 y 2004.

La primera reunión de socios de Colo-Colo se efectuó en las dependencias de El Diario Ilustrado, ubicadas en calle Morandé esquina Moneda. No obstante, entre 1925 y 1928 el club utilizó múltiples lugares como sede, siendo la casa de la familia Arellano Moraga, ubicada en Covadonga 143, y el Estadio El Llano las más utilizadas. Entre 1929 y 1932 el club se trasladó en numerosas ocasiones, asentándose en distintas locaciones de la calle San Antonio, así como en Santo Domingo 1344, la cual era propiedad de la Federación de Football de Chile. Hacia 1937 la sede del club se ubicaba en Estado 33, en la que permaneció hasta junio de 1943, cuando se trasladó a calle San Pablo.
En 1953, bajo la presidencia de Antonio Labán, Colo-Colo adquirió la casona de Cienfuegos 41. Esta fue construida en 1926 por Ismael Edwards Matte, quien fue su primer propietario y tío de Rafael Errázuriz Edwards, miembro de la mesa directiva de la época y quien hizo las gestiones para la compra de la casona. Comprende 1700 m² construidos sobre un terreno de 935 metros cuadrados y fue sede de Colo-Colo los siguientes 51 años hasta su remate en 2004 producto de la quiebra del club. A partir de ese entonces, las dependencias de Colo-Colo se encuentran en Avenida Marathon 5300 junto al Estadio Monumental.

### Mausoleo de los viejos cracks

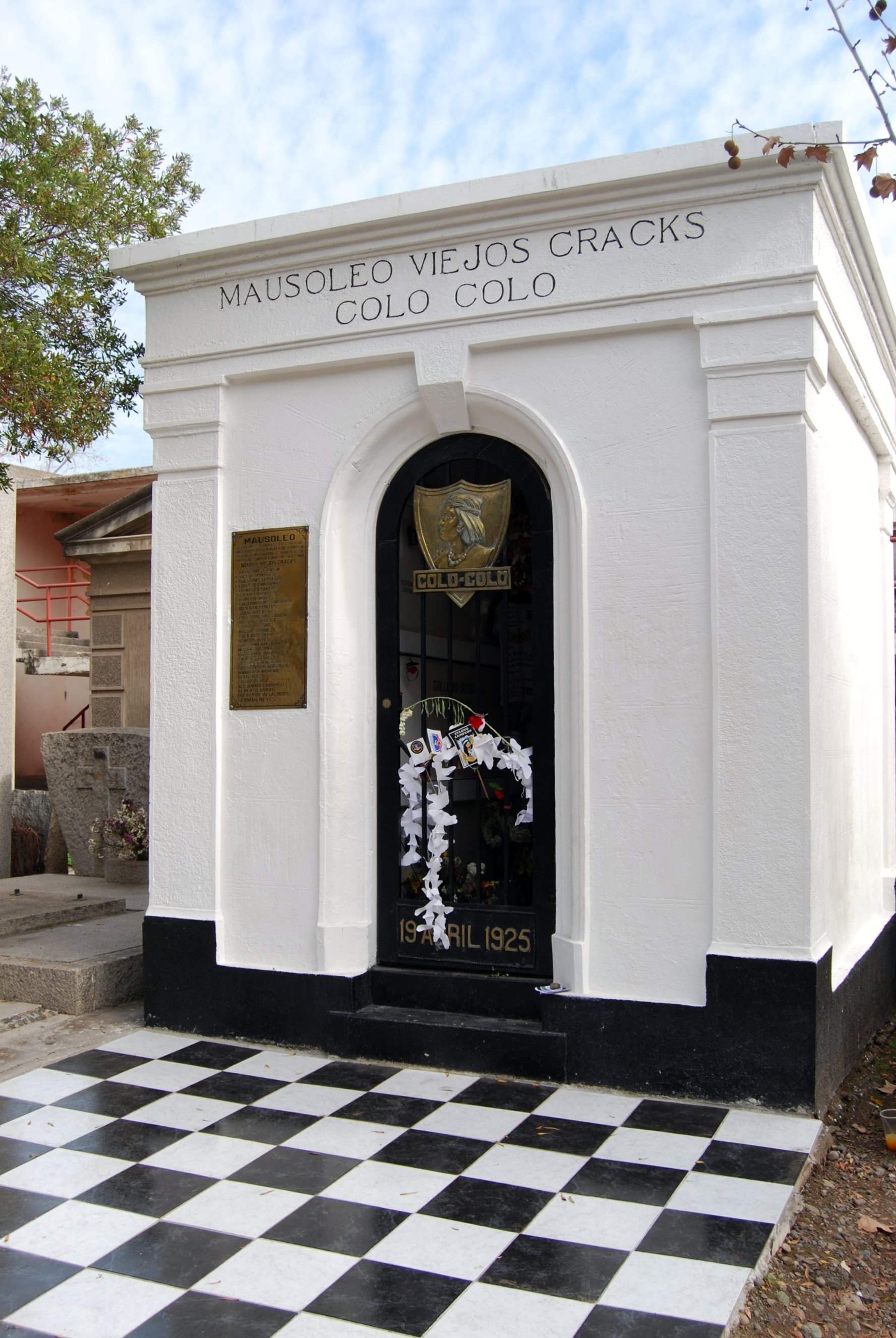
«Mausoleo viejos cracks», en el Cementerio General de Santiago.

El «Mausoleo de los viejos cracks» data de diciembre de 1958, y fue construido por iniciativa del exjugador de Colo-Colo Guillermo Subiabre con el objetivo de dar descanso a futbolistas destacados en la historia del club. Fue el único inmueble de la Corporación del club que no fue expropiado tras la quiebra del año 2002, y está ubicado en la calle Horwitz del Cementerio General de Santiago, en la comuna de Recoleta. En su exterior se lee el lema:

A los viejos cracks de Colo Colo que honraron la camiseta alba y que a través de su vida le ofrendaron el tributo de su admiración y simpatía: gloria y paz en su tumba.

Entre otros futbolistas y entrenadores ilustres, descansan en el mausoleo Guillermo Subiabre, Jorge Robledo, Guillermo Saavedra, Elson Beyruth, Francisco Platko, además de David Arellano, quien fue repatriado desde España. Tradicionalmente en la fecha de aniversario del club se realiza una romería para honrar a los jugadores fallecidos.

### Casa Alba
A comienzos de 2007 comenzó la construcción de la Casa Alba para reemplazar a la tradicional pensión del club con el objetivo de albergar en ella a los juveniles que resulten seleccionados de las distintas captaciones de futbolistas que se realizan fuera de la ciudad de Santiago, así como los que se encuentren en comunas en situación de riesgo social. La Casa Alba tiene una superficie de 1156,24 m² y una capacidad de acogida de 64 cadetes, los cuales cuentan con distintas salas de esparcimiento y estudio. El costo total de la construcción del proyecto bordeó los US$ 2 000 000.

### Museo de Colo-Colo

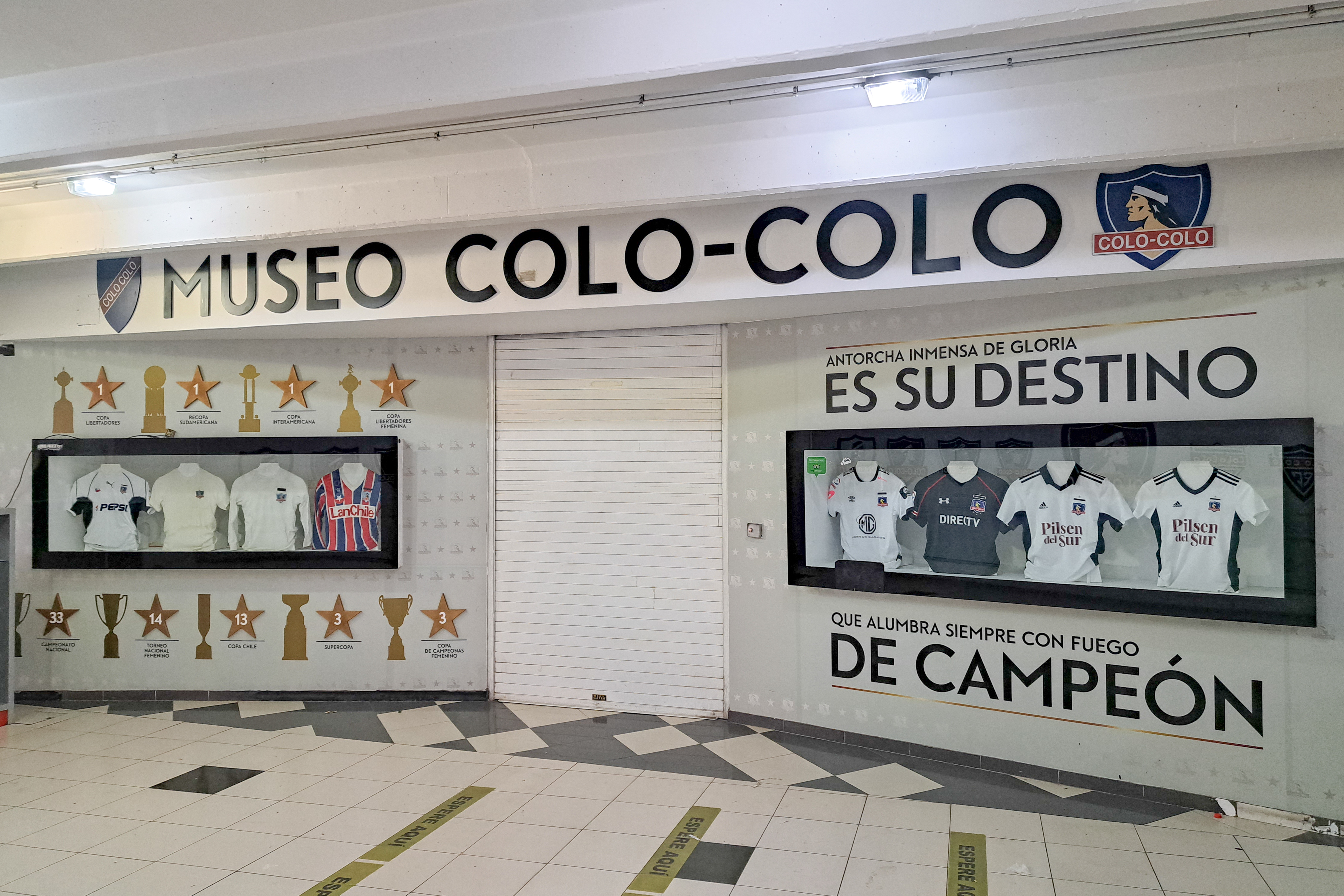
Entrada del Museo de Colo-Colo.

Fue inaugurado en junio de 2009, y se encuentra en el sector «Océano» del Estadio Monumental. Con una superficie de 250 m² y con capacidad para 50 personas, en sus dependencias se encuentran los trofeos de los campeonatos nacionales conseguidos por el club, la réplica de la Copa Libertadores conseguida en 1991, las camisetas usadas por el club, una maqueta del estadio, así como también, una mención especial para los campeonatos conseguidos de forma invicta en 1937 y 1941, el Colo-Colo '73, el tricampeonato entre 1989 y 1991, y el tetracampeonato conseguido entre 2006 y 2007.

## Datos del club

### Era amateur

#### Liga Metropolitana

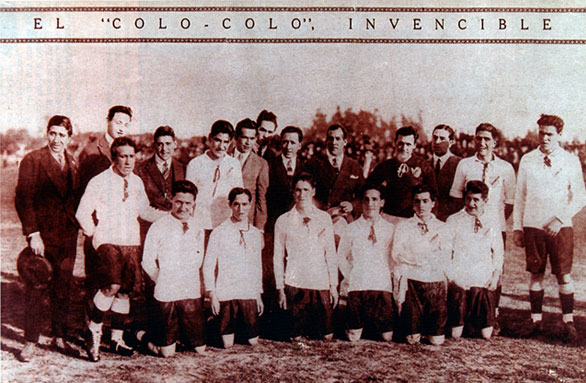
Formación de Colo-Colo en 1925, campeón invicto de la Liga Metropolitana.

Colo-Colo se afilió a la Primera División de la Liga Metropolitana, competición paralela a la Asociación de Santiago, el 20 de abril de 1925. Si bien permaneció en esta liga hasta 1926, solo disputó íntegramente la temporada 1925, puesto que debido a sus compromisos privados, entre los que incluyó una gira al sur del país, jugó únicamente cuatro encuentros del campeonato de 1926. Por esta razón, aun cuando tres de sus encuentros no fueron anulados oficialmente, el equipo no fue considerado en la tabla de posiciones. Su mejor participación en la Liga Metropolitana aconteció en 1925, temporada en la que se consagró campeón invicto con un rendimiento de 10 victorias y 1 empate en 11 encuentros.
Durante este período, el club no perdió ninguno de los 14 partidos que disputó por la Primera División de la Liga Metropolitana. No obstante, cabe mencionar que el 13 de junio de 1926 Colo-Colo cayó por 2-3 frente a Magallanes, resultado que, si bien ha sido referencial en la historia de ambos clubes, fue anulado de manera oficial por la Liga Metropolitana. Por otro lado, la mayor goleada obtenida por el club durante esta etapa fue el triunfo por 14-2 sobre Santiago National el 5 de julio de 1925, marcador que coincide con el mejor resultado conseguido por Colo-Colo por encuentros oficiales de Primera División.

#### Liga Central de Football - Asociación de Football de Santiago

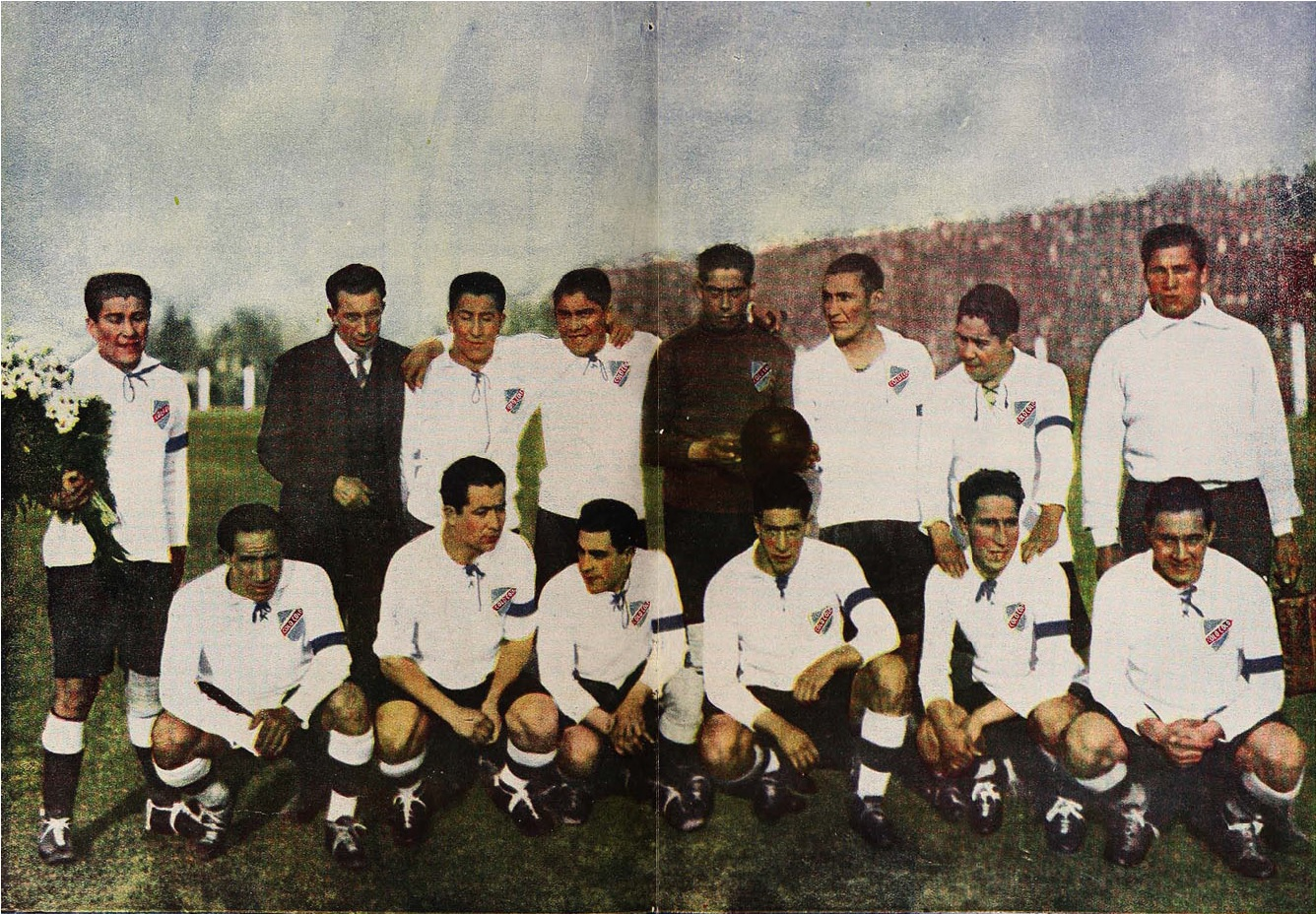
Formación de Colo-Colo en 1929, campeón de la Liga Central de Football.

Tras la reunificación del fútbol chileno ocurrida un año atrás, en 1927 Colo-Colo comenzó su participación en la Liga Central de Football. Sin embargo, a causa de su gira internacional, el club no disputó ningún encuentro oficial ese año. En la Asociación de Football de Santiago, nombre que adoptó la competición en 1930, Colo-Colo permaneció hasta 1933, temporada en la que se retiró para formar la Liga Profesional de Football, luego de disputar solo dos encuentros por la División de Honor de la AFS.
Su mejor participación en esta asociación aconteció en el año 1928, temporada en la que finalizó el torneo de forma invicta con un 100 % de rendimiento. Adicionalmente, Colo-Colo obtuvo los títulos de campeón en 1929 y 1930, tiempo en el que logró además su invicto más prolongado en el amateurismo, después de permanecer durante 16 encuentros sin ser derrotado, entre el 22 de septiembre de 1929 y el 9 de noviembre de 1930. En tanto, su peor participación fue en 1931 al finalizar en la tercera posición del torneo con un 57,14 % de rendimiento. No obstante, se debe mencionar que los puntos del encuentro disputado el 24 de mayo de 1931, en el que Colo-Colo derrotó a Liverpool Wanderers por 7-1, fueron oficialmente otorgados a este último, a causa de la inscripción antirreglamentaria de Guillermo Ogaz.
Por otra parte, su mejor resultado en la Asociación de Santiago fueron dos victorias por 9-0; el 15 de diciembre de 1929 frente a Green Cross y el 7 de septiembre de 1930 frente a Liverpool Wanderers.

### Era profesional

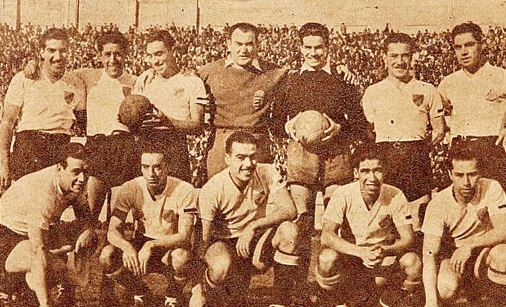
Formación de Colo-Colo en 1941, campeón invicto, y con la mejor campaña histórica.

Desde que se creó la Liga de Fútbol Profesional en 1933, que al año siguiente pasó a reintegrar la Asociación de Santiago, Colo-Colo ha sido el único club en participar en cada una de las temporadas profesionales que se disputaron. Asimismo, es el único club que jamás perdió la categoría. Dentro de esta se consagró campeón en 34 oportunidades, realizando su mejor campaña en 1941, temporada en la que consiguió el campeonato de manera invicta con un 88,23% de rendimiento. Por el contrario, sus peores participaciones fueron en el Torneo de Apertura 2009, en el que finalizó en la decimotercera posición sobre dieciocho equipos con un 37,25% de los puntos en disputa, y en el campeonato de 2020 donde consiguió un 38,2% de rendimiento, campaña que lo llevó al partido de definición del descenso frente a Universidad de Concepción, y que el triunfo por 1-0 selló su permanencia en la categoría. Además de poseer el récord de títulos obtenidos en Chile, Colo-Colo se ubica en la primera posición de la clasificación histórica del fútbol chileno.
Por otro lado, su mejor resultado por torneos nacionales fue la victoria por 10-0 sobre Regional Atacama el 27 de agosto de 1995, a la vez que el peor fue el 1-6 ante O'Higgins el 21 de agosto de 1983. Adicionalmente, se puede señalar que Colo-Colo posee el récord de goles convertidos en un torneo nacional de dos ruedas con 103 tantos en 1963, en torneos cortos, con 71 goles convertidos en el Apertura 2006 y en una temporada con 157 goles en 2006. En el mismo sentido, el club ostenta la cuarta mejor marca en lo que respecta a triunfos consecutivos, 10 victorias entre el 20 de diciembre de 2006 y el 11 de marzo de 2007.
A nivel internacional, su mejor resultado fue el triunfo por 7-2 frente a Liga Deportiva Alajuelense de Costa Rica el 10 de octubre de 2006 en el marco de la Copa Sudamericana, competición en la que además alcanzó la mayor cantidad de victorias consecutivas en su historia con 7 partidos, en tanto que su peor resultado fue la derrota de 1-6 ante Cruzeiro de Brasil por la Supercopa Sudamericana el 5 de octubre de 1993.

## Jugadores

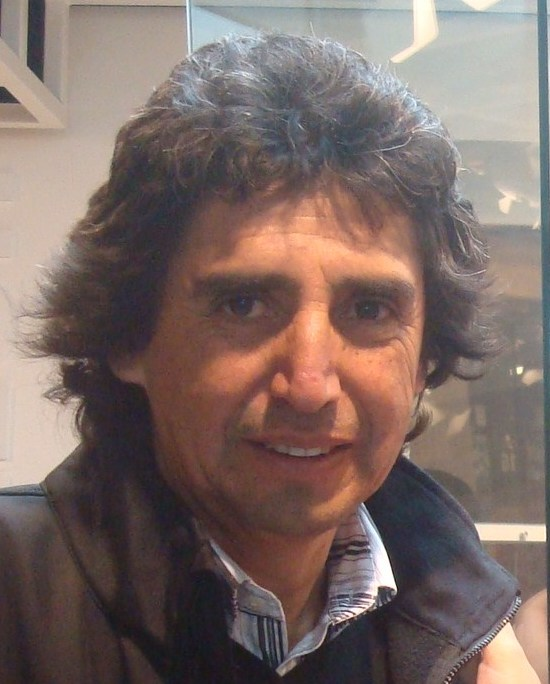
Lizardo Garrido, jugador que más encuentros oficiales disputó en Colo-Colo, con 560 presentaciones.

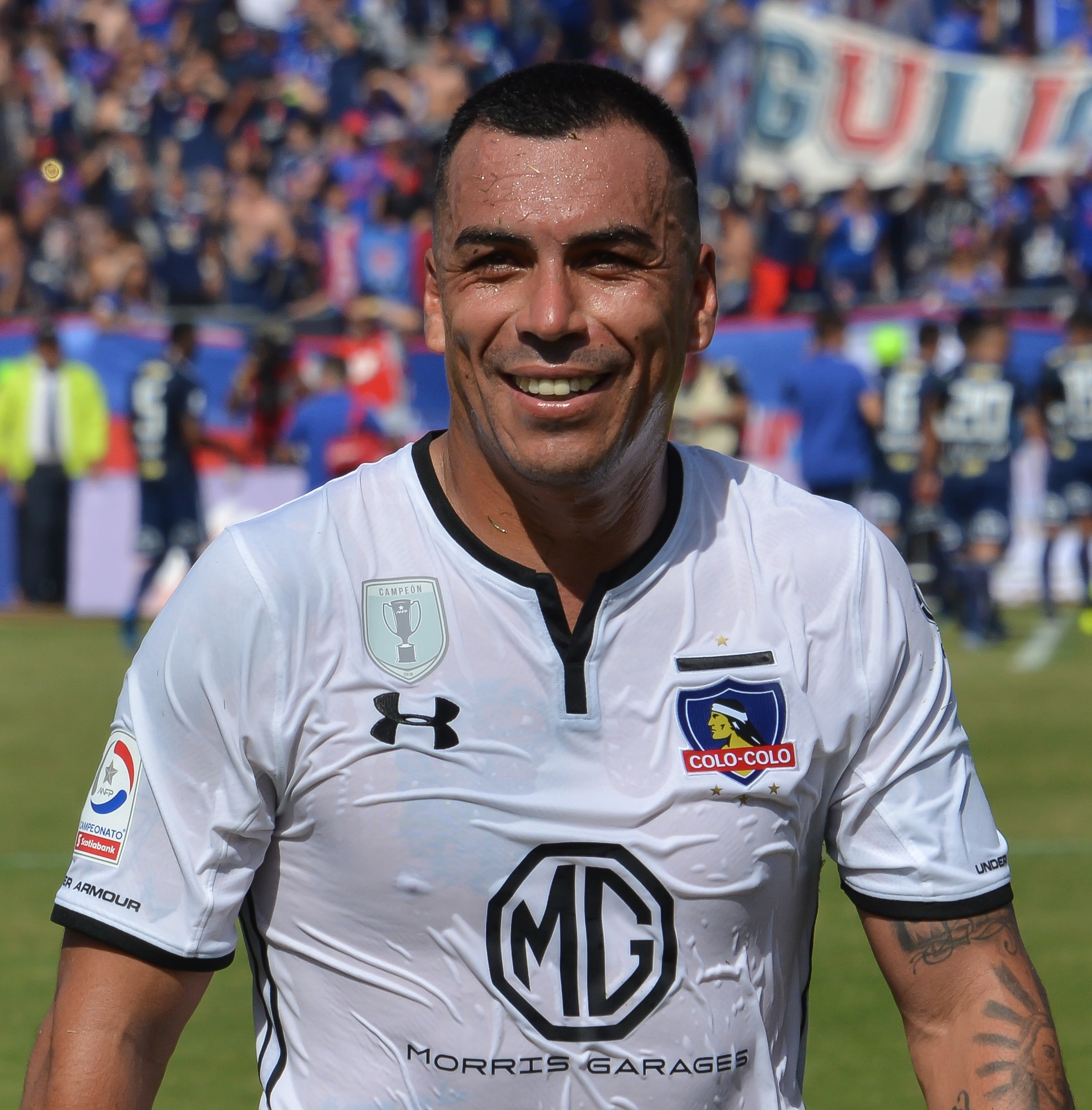
Esteban Paredes, máximo goleador en partidos internacionales, con 22 tantos.

A lo largo de su historia, una gran cantidad de futbolistas han disputado al menos un encuentro con la camiseta del primer equipo de Colo-Colo. Entre ellos, Lizardo Garrido es el jugador que disputó más encuentros oficiales en la historia del club, con 560 presentaciones entre 1979 y 1993. A su vez, el arquero Misael Escuti lidera la lista con más presentaciones en torneos nacionales, con 417 encuentros, seguido por Leonel Herrera Rojas con 413. A nivel internacional, el récord de presencias es de Marcelo Barticciotto con 86 encuentros, mientras que Lizardo Garrido tiene el récord de presencias en la Copa Libertadores con 67 encuentros.
El máximo goleador en encuentros oficiales es Carlos Caszely con 208 conquistas entre 1967 y 1985, seguido por Francisco Valdés con 206 goles. El mismo Chamaco Valdés es el futbolista con más tantos convertidos con la camiseta «alba» en la máxima categoría, con 179 conquistas, seguido por Caszely con 171 anotaciones. En el plano internacional, Esteban Paredes es el máximo goleador con 22 festejos con la camiseta blanca. En el mismo sentido, Luis Hernán Álvarez y Lucas Barrios son los jugadores que más convirtieron en una temporada de liga por Colo-Colo, con 37 goles en 1963 y 2008 respectivamente, mientras que, si se consideran todas las competiciones, Humberto Suazo tiene el récord de más goles convertidos en un año, con 47 tantos en 2006.
En lo que respecta a títulos, el jugador con más campeonatos de Primera División conseguidos con la institución es Luis Mena, con 11 conquistas. Lizardo Garrido y Marcelo Ramírez son además quienes más campeonatos han conseguido en total, con 15 trofeos cada uno.
Por otra parte, el club ha contribuido en gran medida en la conformación de la selección chilena. Los primeros seleccionados fueron David Arellano y Humberto Moreno, quienes formaron parte del conjunto nacional en el Campeonato Sudamericano 1926. Mientras jugaba por el club, el futbolista que más encuentros disputó con la selección es Jaime Pizarro, con 53 encuentros entre 1987 y 1993.
Con respecto a la representación en Copas del Mundo, Colo-Colo es el único club chileno en haber representado a la selección en todos los mundiales disputados por Chile. Los futbolistas chilenos, que defendían la camiseta de la institución al momento de ser llamados, que anotaron en un Mundial son: Guillermo Subiabre en Uruguay 1930, Jorge Toro en Chile 1962, Sergio Ahumada en Alemania 1974, José Luis Sierra en Francia 1998 y Rodrigo Millar en Sudáfrica 2010. A su vez, Jorge Toro, en conjunto con Misael Escuti, Mario Ortiz y Mario Moreno, formaron parte del plantel que consiguió el tercer lugar en la Copa Mundial de 1962. Además, Marco Etcheverry, con Bolivia en Estados Unidos 1994, y Andrés Scotti, con Uruguay en 2010, disputaron una Copa del Mundo con sus respectivas selecciones siendo integrantes del plantel de honor del club.
El plantel que se consagró campeón en la Copa América 2015 tuvo entre sus filas a dos jugadores de Colo-Colo: El arquero Paulo Garcés, y el volante Jean Beausejour. Además, el equipo campeón contó con cuatro futbolistas formados en las divisiones inferiores del club: Claudio Bravo, Arturo Vidal, Matías Fernández y Jorge Valdivia. Asimismo, para la Copa América Centenario, Beausejour como jugador, y Bravo y Vidal como canteranos, volvieron a ser partícipes del plantel que se consagró campeón.
| Más partidos disputados en encuentros oficiales | Más partidos disputados en encuentros oficiales | Más partidos disputados en encuentros oficiales | Más temporadas en el primer equipo | Más temporadas en el primer equipo | Más temporadas en el primer equipo | Máximos goleadores en encuentros oficiales | Máximos goleadores en encuentros oficiales | Máximos goleadores en encuentros oficiales |
| ----------------------------------------------- | ----------------------------------------------- | ----------------------------------------------- | ---------------------------------- | ---------------------------------- | ---------------------------------- | ------------------------------------------ | ------------------------------------------ | ------------------------------------------ |
| 1.                                              | Lizardo Garrido                                 | 560 partidos                                    | 1.                                 | Misael Escuti                      | 19 temporadas                      | 1.                                         | Carlos Caszely                             | 208 goles                                  |
| 2.                                              | Leonel Herrera                                  | 556 partidos                                    | 2.                                 | Luis Mena                          | 18 temporadas                      | 2.                                         | Francisco Valdés                           | 206 goles                                  |
| 3.                                              | Raúl Ormeño                                     | 500 partidos                                    | 3.                                 | Raúl Ormeño                        | 17 temporadas                      | 3.                                         | Esteban Paredes                            | 198 goles                                  |
| 4.                                              | Gonzalo Fierro                                  | 476 partidos                                    | 4.                                 | Marcelo Ramírez                    | 16 temporadas                      | 4.                                         | Severino Vasconcelos                       | 131 goles                                  |
| 5.                                              | Jaime Pizarro                                   | 455 partidos                                    | 4.                                 | Leonel Herrera                     | 16 temporadas                      | 5.                                         | Alfonso Domínguez                          | 130 goles                                  |
| 5.                                              | Luis Mena                                       | 455 partidos                                    |                                    |                                    |                                    | 5.                                         | Alfonso Domínguez                          | 130 goles                                  |
| Ver lista completa                              | Ver lista completa                              | Ver lista completa                              | Ver lista completa                 | Ver lista completa                 | Ver lista completa                 | Ver lista completa                         | Ver lista completa                         | Ver lista completa                         |

### Plantilla 2025
- Por disposición de la Asociación Nacional de Fútbol Profesional (ANFP), los equipos chilenos en la Liga de Primera están limitados a tener en su plantel un máximo de seis futbolistas extranjeros, más un juvenil extranjero inscrito en el fútbol formativo desde el año 2023, pero:
  - Fernando de Paul posee la doble nacionalidad argentina y chilena.
- Por disposición de la ANFP, el número de las camisetas no puede sobrepasar al número de jugadores inscritos.
- Por disposición de la ANFP, el plantel debe utilizar al menos 1890 minutos a juveniles chilenos nacidos a partir del 1 de enero de 2004.

### Altas 2025
| Jugador           | Posición      | Procedencia     | Tipo     |
| ----------------- | ------------- | --------------- | -------- |
| Sebastián Vegas   | Defensa       | Monterrey       | Préstamo |
| Claudio Aquino    | Mediocampista | Vélez Sarsfield | Libre    |
| Víctor Méndez     | Mediocampista | CSKA Moscú      | Traspaso |
| Tomás Alarcón     | Mediocampista | Cádiz           | Libre    |
| Salomón Rodríguez | Delantero     | Godoy Cruz      | Traspaso |

### Bajas 2025
| Jugador            | Posición      | Destino               | Tipo                |
| ------------------ | ------------- | --------------------- | ------------------- |
| Omar Carabalí      | Portero       | O'Higgins             | Término de contrato |
| Martín Ballesteros | Portero       | Unión La Calera       | Préstamo            |
| Julio Fierro       | Portero       | Deportes Copiapó      | Préstamo            |
| Benjamín Morales   | Portero       | Deportes Limache      | Préstamo            |
| Brayan Cortés      | Portero       | Peñarol               | Préstamo            |
| Ramiro González    | Defensa       | Everton               | Término de contrato |
| Nicolás Garrido    | Defensa       | O'Higgins             | Término de contrato |
| David Tati         | Defensa       | Deportes Linares      | Término de contrato |
| Maximiliano Falcón | Defensa       | Inter Miami           | Traspaso            |
| Miguel Toledo      | Defensa       | Deportes Puerto Montt | Préstamo            |
| Darko Fiamengo     | Defensa       | San Antonio Unido     | Préstamo            |
| Matías Pinto       | Defensa       | Deportes La Serena    | Préstamo            |
| Jeyson Rojas       | Defensa       | Deportes La Serena    | Préstamo            |
| Juan Pablo Reyes   | Defensa       | San Antonio Unido     | Préstamo            |
| Santiago Bravo     | Defensa       | Provincial Ovalle     | Préstamo            |
| Pedro Navarro      | Defensa       | Unión San Felipe      | Préstamo            |
| Felipe Yáñez       | Defensa       | Unión La Calera       | Préstamo            |
| Diego Ulloa        | Defensa       | Unión La Calera       | Préstamo            |
| César Fuentes      | Mediocampista | Deportes Iquique      | Término de contrato |
| Gonzalo Castellani | Mediocampista | Ferro Carril Oeste    | Término de contrato |
| Leonardo Gil       | Mediocampista | Huracán               | Término de contrato |
| Erik Ottesen       | Mediocampista | Bandera de ?          | Término de contrato |
| Bryan Soto         | Mediocampista | Deportes Iquique      | Préstamo            |
| Dylan Portilla     | Mediocampista | Deportes Limache      | Préstamo            |
| Bastián Silva      | Mediocampista | Deportes Limache      | Préstamo            |
| Ethan Espinoza     | Mediocampista | Santiago Wanderers    | Préstamo            |
| Lucas Soto         | Mediocampista | Everton               | Préstamo            |
| Bastián Arias      | Mediocampista | Santiago City         | Préstamo            |
| Diego Plaza        | Mediocampista | Deportes Santa Cruz   | Préstamo            |
| Leandro Benegas    | Delantero     | O'Higgins             | Término de contrato |
| Juan Carlos Gaete  | Delantero     | Cobresal              | Término de contrato |
| Matías Colossi     | Delantero     | Atlético Colina       | Término de contrato |
| Guillermo Paiva    | Delantero     | Olimpia               | Retorno de préstamo |
| Carlos Palacios    | Delantero     | Boca Juniors          | Traspaso            |
| Francisco Rivera   | Delantero     | Unión La Calera       | Préstamo            |
| Matías Moya        | Delantero     | Deportes Iquique      | Préstamo            |
| Cristián Zavala    | Delantero     | Coquimbo Unido        | Préstamo            |

## Entrenadores

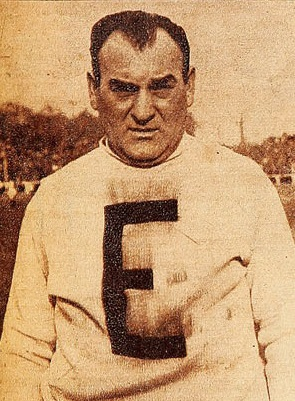
Francisco Platko, quien introdujo en Chile el sistema táctico de la «WM», entrenador campeón en 1939, 1941 y 1953.

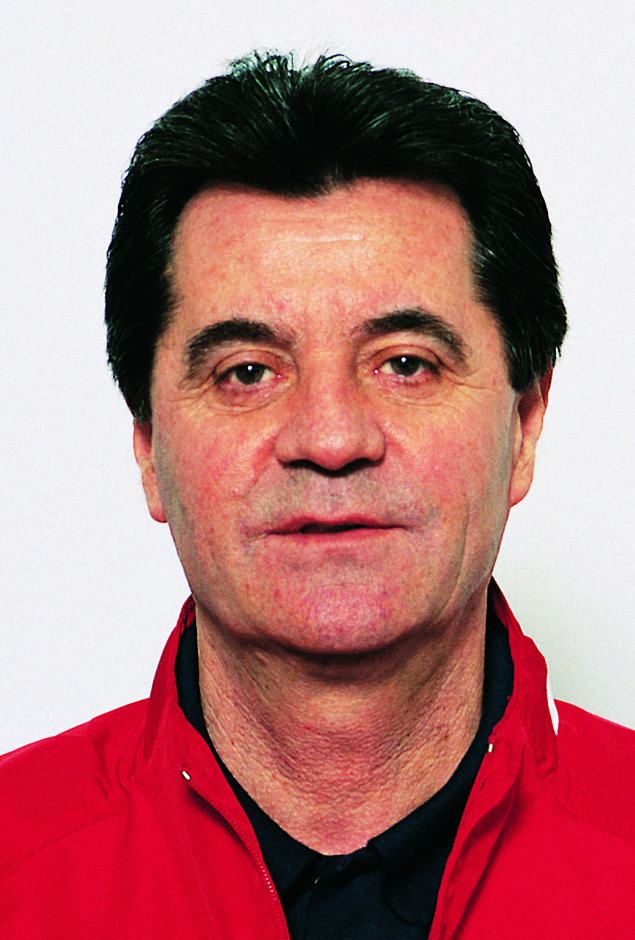
Mirko Jozić, campeón de la Copa Libertadores 1991 y entrenador con más títulos en el club.

Durante los primeros años de existencia del club, las funciones de entrenador o director técnico fueron desempeñadas por David Arellano, capitán del equipo, quien se encargaba de dirigir los entrenamientos, así como de la preparación de jugadas, el análisis de los equipos rivales y la disposición de los futbolistas en el campo de juego. Todas estas prácticas Arellano las había observado durante su estadía en Uruguay en el Sudamericano de 1924. Por otro lado, el entrenamiento en el área física de los jugadores estuvo a cargo del profesor Marco Antonio Vera.
Tras el fallecimiento de Arellano en 1927, fue la dirigencia quien cumplió el papel de entrenador, siendo habitualmente el presidente del club quien escogía la oncena inicial, así como el esquema de juego a utilizar por el equipo. Sin embargo, hacia fines de los años 1920, los futbolistas adquirieron gran preponderancia en las decisiones técnicas del club. Algunos de estos fueron Guillermo Saavedra y Guillermo Subiabre. Con el tiempo surgieron roces entre los jugadores y la dirigencia, provocando, por ejemplo, la renuncia del presidente Carlos Cariola en 1929, luego de que los jugadores se negaran a obedecer las instrucciones tácticas de este en un encuentro frente a Sportivo Buenos Aires de Argentina. Entre 1930 y 1931 además el club fue dirigido en algunos encuentros amistosos por el húngaro Jorge Orth, quien por entonces también adiestraba a la selección de fútbol de Chile, así como esporádicamente a otros conjuntos nacionales como Green Cross y Audax Italiano.
Después de una irregular temporada 1931, la dirigencia, encabezada por Carlos Cariola y Alberto Parodi, recuperó en parte el control del área técnica del club. No obstante, tras la crisis sufrida por la institución a comienzos de 1932, las decisiones en el plano futbolístico fueron encomendadas nuevamente a los jugadores, siendo designado para tal propósito Guillermo Saavedra, capitán del primer equipo, mientras que Víctor San Martín fue contratado para dirigir el entrenamiento en el plano físico. Pese a lo anterior, los conflictos entre la dirigencia y los miembros del primer equipo se prolongaron hasta después del término de la etapa amateur de la institución en 1933, conllevando incluso amenazas de renuncias masivas por parte de ambos bandos.
Durante la segunda mitad de los años 1930, existió una alternancia en el cargo de entrenador del club, asumiendo esta labor durante algunas temporadas directores técnicos profesionales, siendo el primero de estos el uruguayo Pedro Mazullo en 1936, mientras que en otras fue algún miembro del plantel quien cumplió este rol —habitualmente el capitán—, como fue el caso de Arturo Torres durante 1937.
Hacia finales de los años 1930, fue contratado el también húngaro Francisco Platko, quien introdujo en Chile el sistema táctico de la «WM», que consistía en un esquema compuesto por tres defensas, dos volantes defensivos, dos mediapuntas o volantes de salida y tres delanteros, causando gran revuelo por lo revolucionario que resultaba para la época. Otra de las innovaciones que Platko trajo al medio chileno fue el marcaje personal con la posición de «half-policía» (denominación que recibió en Chile el encargado de marcar al centrodelantero rival), siendo un gran exponente José Pastene.
La mayoría de los entrenadores en la historia del club han sido chilenos. Las nacionalidades principales de los entrenadores extranjeros han sido la argentina, uruguaya, húngara y, en menor medida, la brasileña, croata y paraguaya.
Los entrenadores que se mantuvieron por más años consecutivos al frente del club lo hicieron por cinco años; este es el caso de dos entrenadores: Pedro García, quien se mantuvo en el cargo entre 1981 y 1985, y Arturo Salah, entre 1986 y 1990. En lo que respecta a títulos, el que más ha conseguido es el croata Mirko Jozić, con tres torneos locales y tres títulos internacionales. En cuanto a títulos nacionales de Primera División, Claudio Borghi es el entrenador más laureado con cuatro campeonatos, seguido por Platko, Jozić y el paraguayo Gustavo Benítez, cada uno con tres torneos nacionales.

## Palmarés
Nota: en negrita competiciones vigentes en la actualidad.

### Torneos nacionales
| Competición nacional                                                      | Títulos | Subcampeonatos |
| ------------------------------------------------------------------------- | --- | --- |
| Primera División de Chile (34/22)                                         | 1937, 1939, 1941, 1944, 1947, 1953, 1956, 1960, 1963, 1970, 1972, 1979, 1981, 1983, 1986, 1989, 1990, 1991, 1993, 1996, Clausura 1997, 1998, Clausura 2002, Apertura 2006, Clausura 2006, Apertura 2007, Clausura 2007, Clausura 2008, Clausura 2009, Clausura 2014, Apertura 2015, Transición 2017, 2022, 2024. (Récord) | 1933, 1943, 1952, 1954, 1955, 1958, 1959, 1966, 1973, 1982, 1987, 1992, Apertura 1997, Apertura 2003, Clausura 2003, Apertura 2008, 2010, Clausura 2015, Clausura 2016, Clausura 2017, 2019, 2021. |
| Copa Chile (14/5)                                                         | 1958, 1974, 1981, 1982, 1985, 1988, 1989, 1990, 1994, 1996, 2016, 2019, 2021, 2023. (Récord) | 1979, 1980, 1987, 1992, 2015. |
| Supercopa de Chile (4/2)                                                  | 2017, 2018, 2022, 2024. (Récord compartido) | 2020, 2023. |
| Campeonato de Campeones de Chile (1/0)                                    | 1945. | |
| Campeonato de Apertura (3/1)                                              | 1933, 1938, 1940. (Récord compartido) | 1934. |
| Campeonato Nacional de Football del Cuarto Centenario de Valparaíso (1/0) | 1936. (Récord) | |
| Campeonato Absoluto de Chile (1/0)                                        | 1937. (Récord compartido) | |

### Torneos internacionales
| Competición internacional   | Títulos | Subcampeonatos |
| --------------------------- | ------- | -------------- |
| Copa Libertadores (1/1)     | 1991.   | 1973.          |
| Copa Sudamericana (0/1)     |         | 2006.          |
| Recopa Sudamericana (1/0)   | 1992.   |                |
| Copa Intercontinental (0/1) |         | 1991.          |
| Copa Interamericana (1/0)   | 1992.   |                |

### Torneos locales
| Competición local                                                 | Títulos             | Subcampeonatos |
| ----------------------------------------------------------------- | ------------------- | -------------- |
| División de Honor de la Liga Metropolitana de Deportes (1/0)      | 1925.               |                |
| Primera División de la Liga Central de Football de Santiago (2/0) | Serie F 1928, 1929. |                |
| División de Honor de la Asociación de Football de Santiago (1/0): | 1930.               |                |
| Copa de Campeones de Santiago (1/0)                               | 1925.               |                |

## Divisiones inferiores

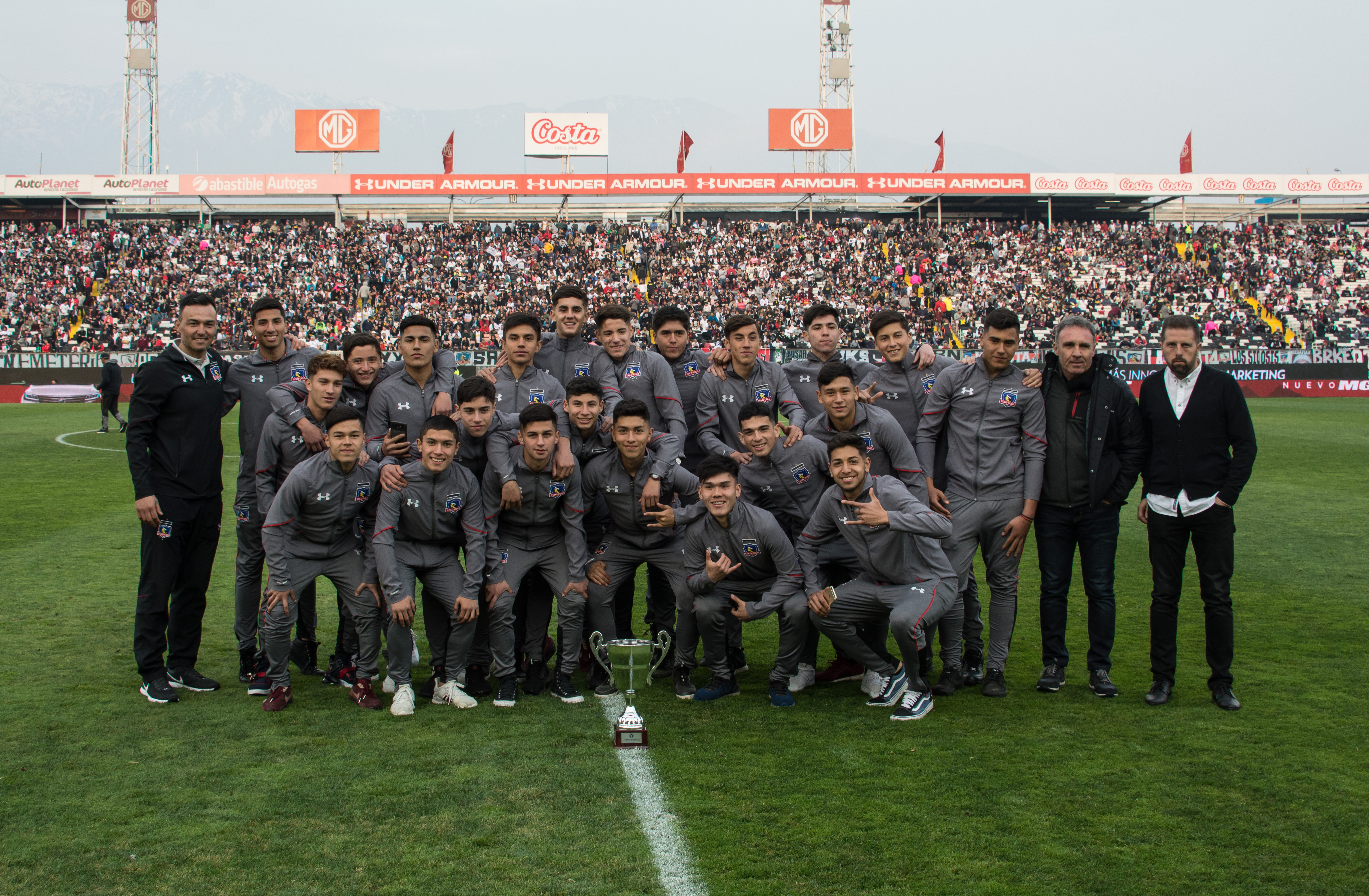
Plantel de Colo-Colo sub-16 campeón del Torneo de Apertura 2018, durante un homenaje en el Estadio Monumental.

Las divisiones inferiores de Colo-Colo —denominadas oficialmente como Fútbol Joven de Colo-Colo— tienen como objetivo preparar jugadores para que formen parte del plantel de honor del club. Abarcan once secciones desde las categorías sub-8 a la sub-19, y sus instalaciones se encuentran en las canchas 2 y 4 del sector denominado Pradera, en el complejo deportivo del Estadio Monumental.
Fueron conformadas en 1926 luego de que la Liga Metropolitana exigiese a cada uno de sus clubes afiliados la creación de otros equipos independientes al plantel de honor. De este modo, durante esa temporada Colo-Colo constituyó un segundo, un tercer e inclusive un cuarto equipo, cuya administración y entrenamiento estuvo a cargo de David Arellano y Alberto Arellano, además de otros miembros de la institución. Dichos planteles estaban conformados principalmente por estudiantes del Liceo José Victorino Lastarria, así como de otros establecimientos educacionales del entonces barrio de Estación Central, quienes eran contactados por los hermanos Arellano gracias a la labor docente que estos desempeñaban. Durante sus primeros años, el centro de entrenamiento de las categorías inferiores del club se situaba en el Estadio El Llano, para posteriormente trasladarse a los Campos de Sports de Ñuñoa.
El 18 de octubre de 1931, por iniciativa de Francisco Lorca y Juan Quiñones, este último uno de los miembros fundadores de la institución y jugador del primer equipo entre los años 1925 y 1928, Colo-Colo fundó oficialmente la sección infantil del club, compuesta por tres equipos a los que los jugadores eran asignados de acuerdo a su año de nacimiento y estatura. La primera directiva estuvo conformada por Juan Quiñones en la presidencia, Enrique Carvajal y Luis Gómez, quienes se desempeñaron respectivamente como secretario y tesorero.
Por otra parte, Colo-Colo cuenta con más de 70 escuelas de fútbol oficiales a lo largo de todo el país, que cumplen con captar nuevos talentos para el club. La principal escuela es la Escuela Monumental, que funciona en las canchas de entrenamiento del estadio.

## Filiales

### Fútbol femenino

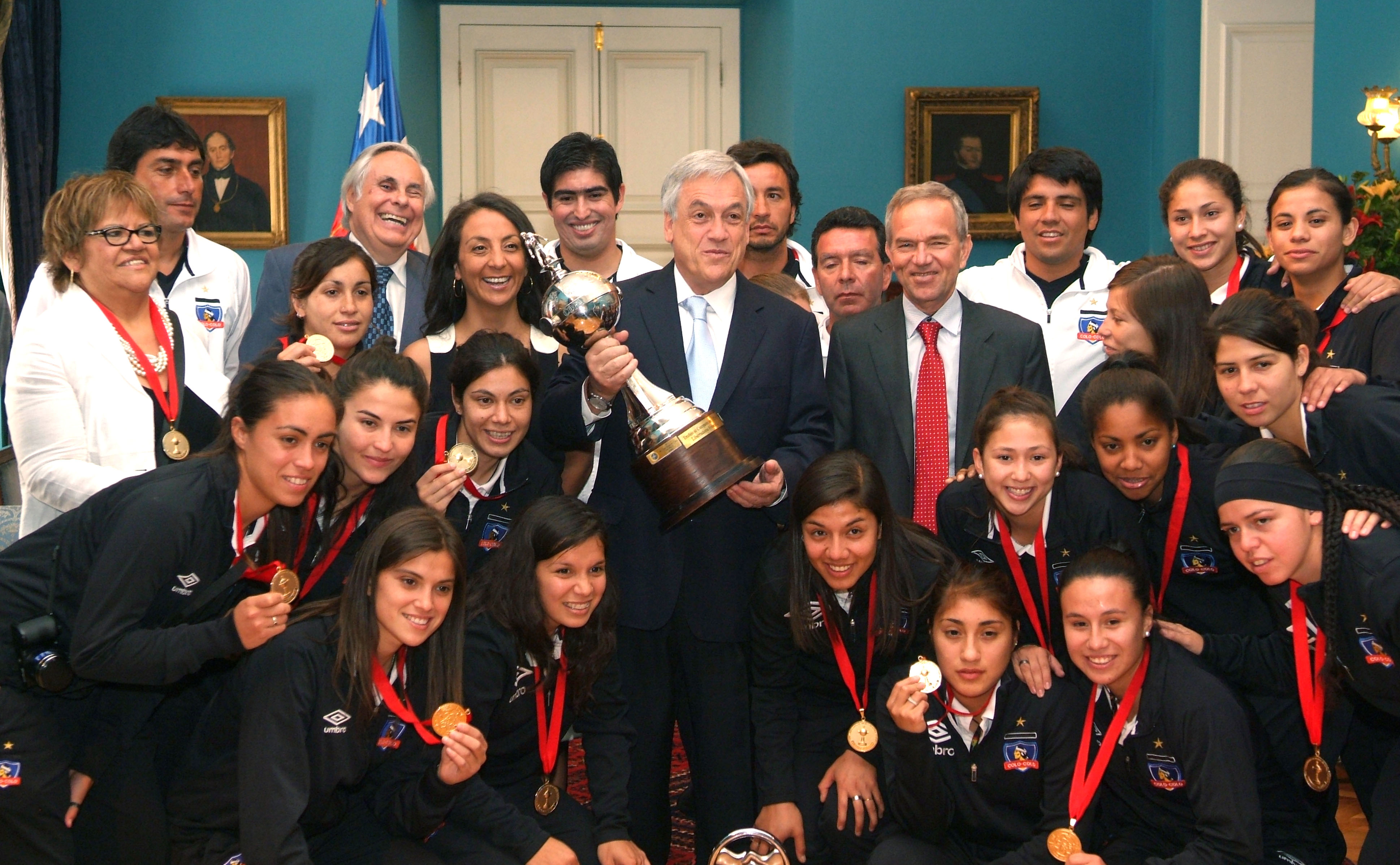
Plantel campeón de la Copa Libertadores Femenina 2012, durante una visita al presidente Sebastián Piñera.

Los primeros antecedentes de la filial de Colo-Colo en el fútbol femenino se encuentran en la fundación de la Escuela de Fútbol Femenino, entidad dependiente de la administración de Blanco y Negro S.A., el 30 de septiembre de 2007 en el Estadio Monumental. Adicionalmente, a finales de ese mismo año, fue constituido formalmente el equipo de fútbol en esta modalidad, a fin de integrarse al Campeonato Nacional de Fútbol Femenino, competición de carácter profesional organizada por la Asociación Nacional de Fútbol Profesional (ANFP).
Colo-Colo disputó su primer encuentro oficial el 10 de mayo de 2008 frente a Unión La Calera, siendo derrotado por 2:5. En su primera campaña, bajo la conducción técnica de Rodrigo Valdés, finalizó en la sexta ubicación, en tanto que en la temporada 2009 el club se ubicó en la tercera posición, año en el que además alcanzó el subcampeonato de la Copa Chile y se adjudicó el Campeonato Nacional en categoría sub-17. En 2010 se adjudicó su primer campeonato nacional de Primera División al derrotar en la final a Everton. En noviembre de 2012 se titularon campeonas de la Copa Libertadores Femenina tras vencer en la final al equipo brasileño de Foz Cataratas, convirtiéndose en el segundo club de América en obtener la versión masculina y femenina del torneo.

### Colo-Colo "B"
Aun cuando Colo-Colo contó con un segundo equipo desde su fundación, los primeros registros de este en competencias oficiales, independientemente de los campeonatos de reserva, se encuentran en su participación en el campeonato semiprofesional de Serie B en 1937. El plantel se encontraba conformado principalmente por futbolistas de reserva y juveniles que no tenían espacio en el primer equipo. Colo-Colo compitió en la Serie B hasta que esta fue reemplazada por la División de Ascenso en 1943.
Hubo participación de la rama sub-23 de Colo-Colo en Tercera División con el nombre de «Colo-Colo Junior» en 1999 y 2000, en donde explotaron jugadores como Sebastián González y Luis Ignacio Quinteros, entre otros. Pese al éxito deportivo, a causa de los saldos económicos pendientes, antecedentes a la quiebra de Colo-Colo, la división sub-23 fue eliminada en el año 2001. Tras regular su situación financiera, el club decidió reponer el equipo B en el año 2007, con el objetivo de darles continuidad a sus futbolistas de proyección con encuentros más exigentes que los del Torneo de Cadetes y por otro lado, buscar en sus contrincantes elementos que pudiesen integrar las divisiones menores del club a fin de integrarlos definitivamente o comercializarlos. No obstante, la disposición de la ANFA de impedir la participación de filiales de clubes profesionales en 2008, provocó una nueva suspensión del segundo equipo.
En el año 2011 la ANFP anunció la creación de una nueva Segunda División, con la participación de cinco filiales de equipos de Primera División —entre ellas la filial de Colo-Colo—, más otros seis equipos provenientes de la ANFA. Ubicada ente la Primera B y la Tercera División, la Segunda División fue concebida para dar mayor roce a los futbolistas de proyección, así como también a los jugadores del plantel profesional que no son considerados en el primer equipo. Su primera participación comenzó en la temporada 2012.

## Otras ramas deportivas
A lo largo de su historia, el Club Social y Deportivo Colo-Colo ha tenido presencia en diversas disciplinas deportivas, entre las que es posible mencionar el tenis de mesa, el básquetbol femenino y masculino, la natación, la equitación, el squash, el patinaje artístico, el boxeo, el rugby, el polo, la esgrima, el automovilismo, el ciclismo, el bicicrós, el voleibol, el atletismo, el hockey sobre patín y el ajedrez.
Al margen del fútbol, la rama de tenis de mesa fue la primera en iniciar sus actividades, obteniendo sus primeros títulos en 1936. Hacia 1938, el club contaba además con secciones de boxeo, natación y básquetbol. Esta última, se integró en 1939 a la Asociación Femenina de Básquetbol de Santiago, entidad en la que obtuvo grandes logros durante las décadas de 1950 y 1960.
Cabe mencionar que la proliferación de ramas deportivas en el club, además su financiamiento, fue un tema de intenso debate entre socios y dirigentes de Colo-Colo. De hecho, durante las elecciones de la Corporación, fue recurrente que las facciones enfrentadas se alinearan con una de las tres corrientes de opinión tradicionales sobre lo que debía ser Colo-Colo como institución. Por un lado, una parte de los socios abogaba por la creación de diversas secciones deportivas, así como el fortalecimiento institucional y financiero de estas. Una segunda postura señalaba la necesidad de ampliar, más allá de lo deportivo, las actividades sociales y culturales de la Corporación, en tanto que una tercera facción defendía la idea de convertir a Colo-Colo en un club exclusivamente dedicado al fútbol profesional y formativo.
Por otra parte, la incursión de Colo-Colo en ciertas disciplinas deportivas generó malestar entre los socios e hinchas del club. Tal fue el caso de la creación de la rama de polo por parte de la directiva encabezada por el grupo económico BHC en 1976. La decisión de la directiva interventora fue criticada desde varios frentes ligados a la institución, al considerar que el polo, deporte vinculado a los sectores pudientes de la sociedad chilena, no se ajustaba a la identidad de Colo-Colo, tradicionalmente asociado con los sectores populares.
Con la declaración de quiebra del club en 2002, gran parte de las ramas deportivas de la institución desaparecieron o se desligaron administrativa y financieramente de la Corporación.

### Rama de básquetbol

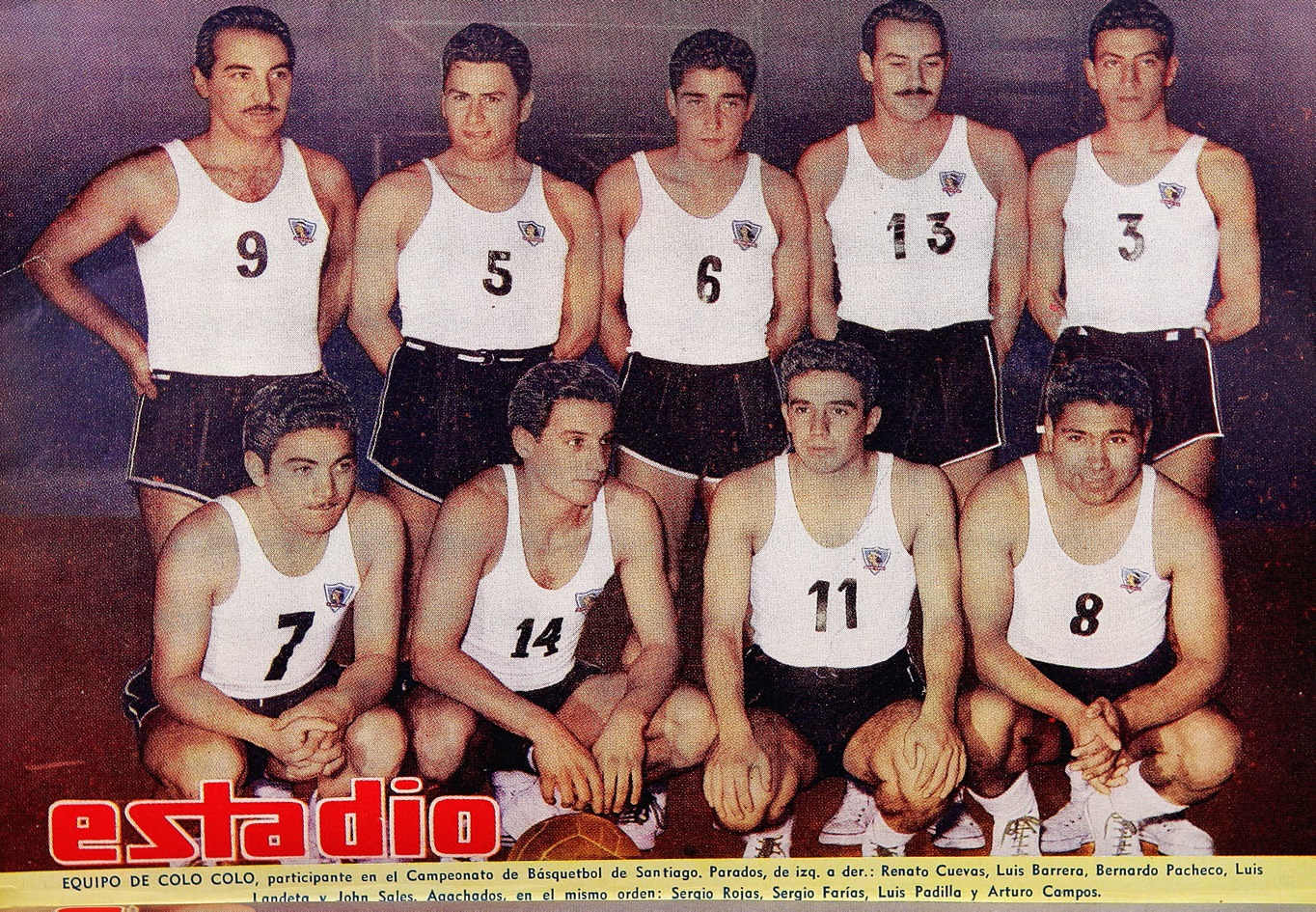
Equipo de Colo-Colo participante en el Campeonato de Básquetbol de Santiago de 1957.

Entre 1995 y 1997 Colo-Colo tuvo una rama profesional de básquetbol que compitió en la División Mayor del Básquetbol de Chile, en la cual llegó a ser campeón en 1996, con un equipo en el que destacaban entre otros Mack Hilton, Chuck Jones y Carey Scurry, y subcampeón en 1997. Pese al éxito deportivo, los problemas económicos que comenzó a tener el club repercutieron en la eliminación de la rama. A fines de 2006 se especuló con revivir la sección de básquetbol, pero la idea fue desestimada debido a su escasa garantía de autofinanciamiento.
El plantel campeón de la División Mayor del Básquetbol de Chile en 1996 fue dirigido técnicamente por Carlos Álvarez y estuvo conformado por Chuck Jones, Mack Hilton, Aldo Carpo, Luis Alfredo Aliste, Saúl Guerra, Carey Scurry, Marcelo López, Julio Córdova, Cristian Poblete, Robert Lagos, Cristian Rojas y Leonardo Orellana.[cita requerida]
En marzo de 2014 la Corporación Club Social y Deportivo Colo-Colo decidió refundar la rama de básquetbol profesional e inscribirla en la Liga de Básquetbol del Centro de Chile. Tras 17 años de receso, Colo-Colo volvió a disputar un partido oficial el 4 de mayo de 2014, en el que superó a Providencia por 84:40.
El 14 de febrero de 2015, Colo Colo viajó hasta la isla de Chiloé, donde derrotó a Castro en la final de la Liga Nacional de Básquetbol y consiguió su primer título de este campeonato. Franco Morales y O'Louis McCullough fueron las figuras del conjunto albo, que derrotó 84-70 a los isleños en el quinto y último duelo de la serie. Ambos jugadores también destacaron a lo largo de los cinco partidos de las finales.[cita requerida]
De esta forma, Colo Colo volvió a celebrar un campeonato en su retorno a la competencia. Había celebrado por última vez en 1996, oportunidad en que obtuvo el título de la Dimayor.[cita requerida]

### Rama de patín carrera
Si bien existían antecedentes, la rama de patín carrera de Colo-Colo fue fundada formalmente el 15 de agosto de 1993, con el objetivo de promover este deporte en el país.
El auge que tuvo el club en ámbito institucional durante los años 1990 propició el crecimiento tanto en el número deportistas inscritos en la rama como en la competitividad de la misma. En 1996 el club obtuvo sus primeros títulos al ganar el primer lugar a nivel de clubes en las categorías escuela, novicio, federado B y federado A. Durante este año, la rama consiguió además su primer título internacional, en San Juan, Argentina.
En 1998, en el plano internacional, el club obtuvo el torneo de clubes del Cono Sur, mientras que en el plano nacional ganó la Copa Challenger de Santiago. En 2000 se coronó campeón nacional en las categorías de alta competición y escuela.
Tras la declaración de quiebra de Colo-Colo en 2002, la rama sufrió numerosas dificultades económicas, ante lo cual en octubre de 2003 obtuvo personalidad jurídica propia y pasó a denominarse Club Deportivo de Patín Carrera Colo-Colo, desvinculándose administrativa y financieramente del Club Social y Deportivo Colo-Colo.
Luego de la reestructuración, en 2004 el club consiguió el campeonato a nivel nacional por asociaciones en la categoría alta competición, y en 2005 obtuvo la categoría intermedia.

## Hinchada

### Encuestas

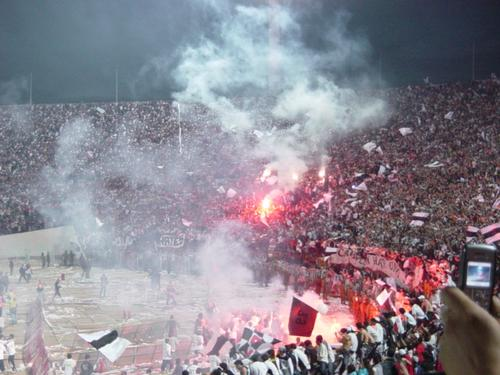
De acuerdo a varios estudios, Colo-Colo es el club más popular de Chile con porcentajes que oscilan entre el 30 % y 50 % del total de encuestados.

Diversos estudios de opinión pública ubican a Colo-Colo como el club de fútbol con mayor cantidad de simpatizantes en Chile. Entre ellos, una encuesta realizada por la Fundación Futuro a 352 personas del Gran Santiago en 1999 lo posicionó primero con un 45,6 % de las preferencias, con 15,2 puntos de diferencia con respecto al segundo. Otro estudio hecho por la misma fundación en 2006 a 300 personas del Gran Santiago le dio un 32 %, contra un 14 % de la Universidad de Chile.
Por otra parte, el centro de estudios Chilescopio en un sondeo realizado a 1500 personas de todo el país en 2006 lo ubicó primero con un 42 % de la preferencia nacional, frente al 26 % de la Universidad de Chile. Mientras que el mismo estudio realizado en 2007 también lo colocó al tope de la lista con un 55 %, a 30 puntos del segundo ubicado. También en 2007, una encuesta efectuada por Mediática y la Facultad de Comunicaciones de la Universidad del Desarrollo a 603 personas de la Región Metropolitana de Santiago le otorgó un 43,4 % de las preferencias, frente a un 21,1 % del segundo ubicado. En tanto que, el centro de encuestas del diario La Tercera, en un sondeo realizado en abril de 2008, le otorgó un 46 % de las preferencias, 17 puntos sobre el segundo ubicado, mientras que el mismo estudio realizado en 2006, también lo ubicó primero con 35 % de las adherencias.
En el mismo sentido, un informe encargado por la Asociación Nacional de Fútbol Profesional (ANFP) a la consultora Adimark, realizado entre el 24 de octubre y el 22 de noviembre de 2008 a 1010 personas de las seis áreas urbanas más importantes del país, ubicó a Colo-Colo como el equipo con mayor número de preferencias con 44,7 %, siendo además la ciudad de Puerto Montt donde el equipo obtuvo porcentualmente más adhesiones con 59,4 %.
En octubre de 2017, la encuesta GfK Adimark del fútbol chileno, realizada en las 15 regiones del país a más de 4800 personas, arrojó que el 42 % de los encuestados se identifican como hinchas o simpatizantes de Colo-Colo (como primera opción), seguido por un 21 % identificados como adherentes de la Universidad de Chile y un 8 % a Universidad Católica (entre los 3 equipos acaparando el 70 % de las preferencias). Solo en 2 ciudades de Chile, Colo-Colo es considerado "visitante": en Calama, la mayor preferencia es por Cobreloa con un 36 %, seguido de la U con un 18 % y luego el Cacique con un 17 % de adherencia; por otra parte, en Valparaíso, el 33 % de la población encuestada es hincha de Santiago Wanderers, seguido por un 26 % de los albos, y un 12 % de los azules. Por último, solo en las ciudades de Ovalle y Los Ángeles, la Universidad de Chile supera a Colo-Colo como primera opción.

### Barras organizadas

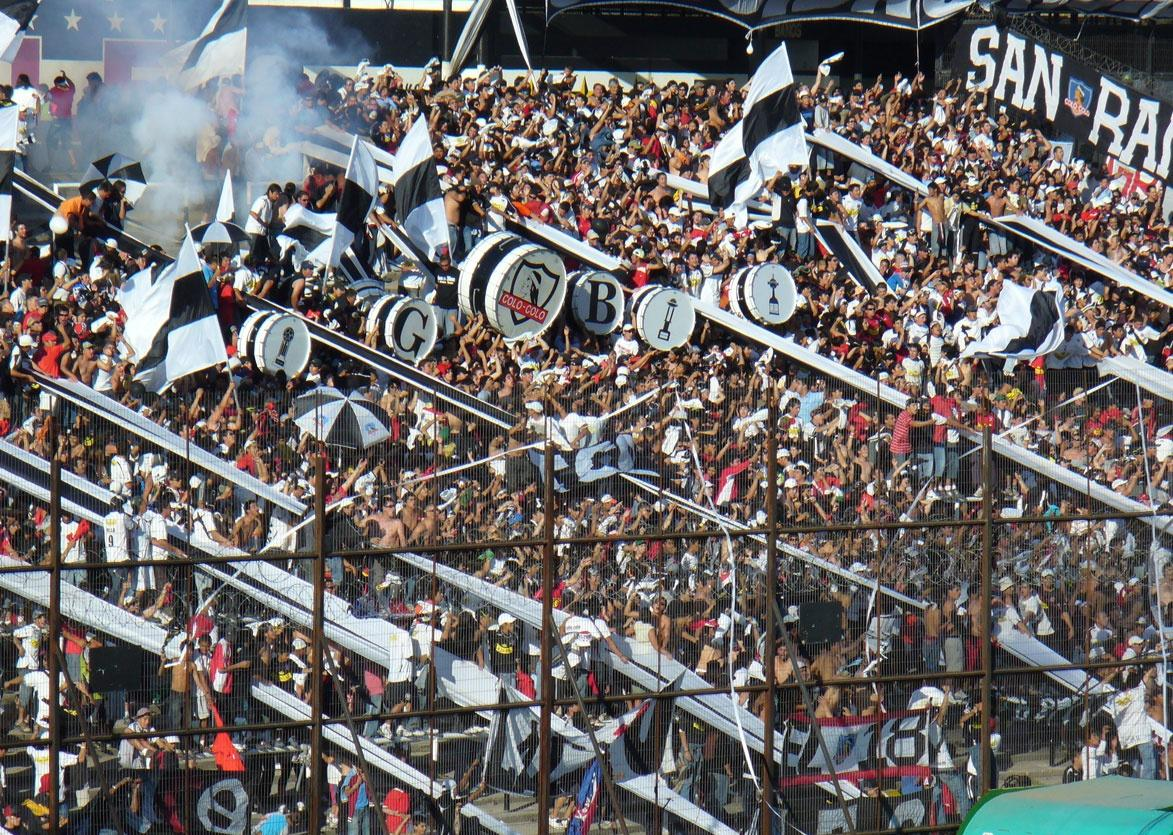
Barra brava de Colo-Colo, la Garra Blanca, en el sector Arica del Estadio Monumental.

Los primeros grupos de aficionados organizados aparecieron en los años 1960 con la formación de la denominada «Barra Maratón». Esta mantuvo carácter oficial hasta fines de la década de 1970, época en la que surgió la «Barra Juvenil». A comienzos de los años 1980, se creó la barra «¿Quién es Chile?», la cual se mantuvo como la principal barra del club hasta 1986, año en el cual un grupo de aficionados se escindieron para formar la actual barra brava de Colo-Colo, denominada la «Garra Blanca».
Desde mediados de los años 1990, la «Garra Blanca» adquirió notoriedad nacional debido a los violentos incidentes producidos en los encuentros de su equipo, acentuándose en los clásicos contra la Universidad de Chile, convirtiendo los alrededores del estadio en un verdadero campo de batalla contra Carabineros. Uno de los casos más emblemáticos fue un pleito entre dos miembros de la «Garra Blanca» dentro del Estadio Monumental, el 6 de diciembre de 2000: uno de los líderes de la barra, Sandor Voisin, conocido como «El Barti», apuñaló por la espalda a Manuel Saavedra, «El Huinca», hecho que fue captado por las cámaras de televisión. Dos años después, los tribunales chilenos aplicaron por primera vez la «Ley de Violencia en los Estadios», condenando al «Barti» a cinco años de prisión por homicidio frustrado y al «Huinca» a 541 días de cárcel. Para evitar estos sucesos, se intentó empadronar a los miembros de la Garra Blanca con incentivos, sin embargo, los hinchas rechazaron mayoritariamente esto y se mantienen sin registro oficial.

## Rivalidades

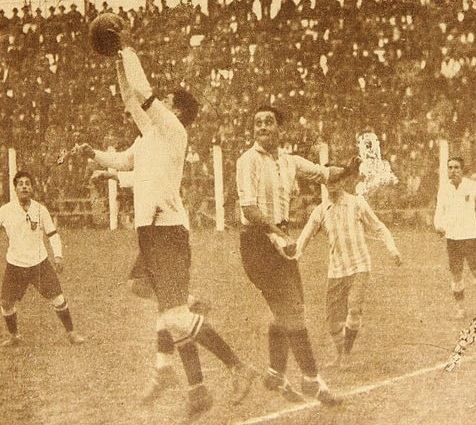
El «clásico» frente a Magallanes en 1930.

Durante sus primeras décadas de existencia, el mayor rival de Colo-Colo fue Magallanes. De hecho, a lo largo de los años 1920 y 1930, fueron constantes los roces entre ambas instituciones tanto a nivel deportivo como dirigencial. Cabe destacar además, que ambos clubes no pactaron un encuentro amistoso hasta 1934, situación particularmente irregular considerando el papel que desempeñaban este tipo de partidos en la organización deportiva de la época. No obstante, con el transcurrir de los años, la rivalidad fue decayendo, a causa principalmente del pobre desempeño que tuvo Magallanes desde comienzos de la década de 1950.
A partir de finales de los años 1920, Colo-Colo también mantuvo una rivalidad con Audax Italiano, cuya raíz se encontraba en el buen desempeño que tuvieron ambos cuadros durante dicho período. La rivalidad se mantuvo hasta los años 1950, lapso en el cual se denominó al encuentro como el «clásico criollo», al involucrar a los únicos dos clubes que poseían una plantilla totalmente nacional.
Durante los años 1980 se empezó a gestar una fuerte rivalidad con Cobreloa, equipo contra el cual se disputarían palmo a palmo varios de los campeonatos disputados en aquellos años.
Desde los años 1990, Colo Colo mantiene una rivalidad fuerte con Universidad Católica.

### Clásico del fútbol chileno

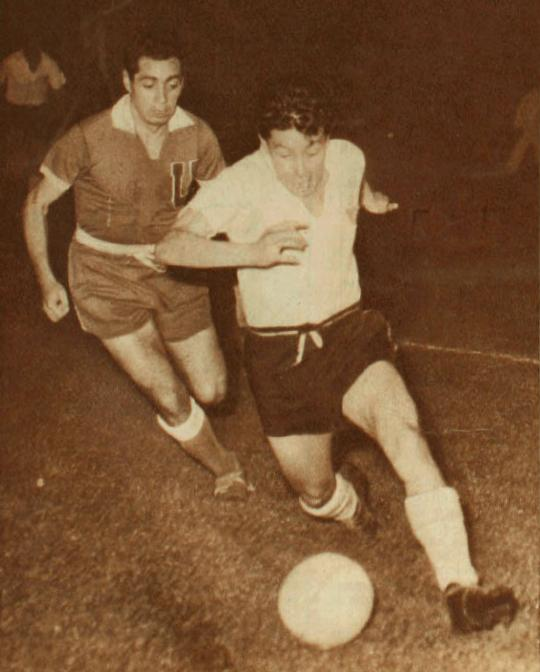
Colo-Colo frente a Universidad de Chile el 11 de noviembre de 1959.

El rival tradicional de Colo-Colo es Universidad de Chile, frente al que disputa el denominado clásico del fútbol chileno o Superclásico. Si bien el primer enfrentamiento entre ambos clubes data de 1935, la rivalidad comenzó a gestarse en las décadas de 1940 y 1950, siendo el encuentro disputado el 11 de noviembre de 1959 el punto cúlmine de una serie de desencuentros entre las dos instituciones. Aquel encuentro, válido por la definición del título de dicho año, terminó con victoria de Universidad de Chile por 2:1, en el que constituyó el primero de una serie de buenos resultados de los «azules» sobre Colo-Colo. Lo anterior, sumado al predominio que tuvo Universidad de Chile en el campeonato nacional, no hizo sino aumentar la rivalidad. En los últimos años la rivalidad entre estos equipos ha disminuido, dejando a Colo-Colo como superior ante Universidad de Chile, y debido a aquello, se le ha considerado como el «superclásico más desigual del mundo».